# ズームイン!!SUPER
『ズームイン!!SUPER』（ズームイン・スーパー、英称:Zoom in!!SUPER）は、2001年10月1日から2011年3月31日まで日本テレビ系列（NNS加盟）29局で平日に生放送された朝の情報番組。略称は、「ズーム」または「ズームイン!!」。新聞番組表ではスペース（フルサイズ1行10文字、ハーフ以下は1行9文字）の関係もあり、"!!"（感嘆符）を削って「ズームインSUPER」とクレジットされていた。テーマ曲は宮川泰の作曲によるものであった。
直接の前身は『ズームイン!!朝!』であるが、当時5時台放送の『あさ天5』、6時台放送の『ジパングあさ6』も統合されて放送された番組でもあった。『ジパングあさ6』の後継番組と位置付けられていたため全国中継を基にした『ズームイン!!朝!』とは全くの別物番組だった（『ズームイン!!サタデー』も同様）。

## 概要
2001年10月1日に放映開始。2001年9月28日まで放送していた『ズームイン!!朝!』（以下、朝!）が、5時台の『あさ天5』・6時台の『ジパングあさ6』を吸収して内容を一新させる形でスタート。5:20 - 6:30（2006年3月31日までは5:30 - 6:30）の第1部と6:30 - 8:00（2004年10月1日までは6:30 - 8:30）の第2部の構成となっている。
『朝!』では、各系列局のキャスターを愛称で呼ぶなどフレンドリーな雰囲気を出していたが、本番組では報道のライブ色を高めるために敬称を「○○さん」に統一。
初代総合司会は、当時日本テレビのアナウンサーで、『朝!』の最後の総合司会でもある福澤朗が務めた。
山田克也プロデューサーによると、本番組のスタートは裏番組に当たる『めざましテレビ』（フジテレビ系）を意識したものだったという。本番組では『朝!』の目玉コーナーであった『列島リレー中継』や、『プロ野球いれコミ情報』を外し、ニュースや新聞コーナーによる報道面の拡充とエンタメコーナーの新設を行った。山田プロデューサーの談話によると、「目玉のコーナーは一時視聴率を上げるためには効果はあるが、一方では長く続けていると番組のマイナス面にもなることもあることから見直した」とのことで、「リレー中継はニュース報道の部分で受け継いでおり、今まで（「朝!」の頃）は各局の企画の面白さで選んでいたが、この番組ではニュース性でネタを選んで欲しいと（各局に）お願いして」いたと話している。
テーマ曲は『朝!』同様に宮川泰の作曲である。主に、初期の福澤時代からオープニングCGなどで使用していたオーケストラバージョンと、主に羽鳥・西尾時代に第2部のオープニングとエンディングなどで使用していたバージョンの二通りがある。長らく音源化はされていなかったが、番組終了後及び宮川没後の2018年8月29日に日本コロムビアより発売された「宮川泰 テレビテーマ・ワールド」に後者のバージョンが、『朝!』及び『ジパングあさ6』のテーマ曲と共に収録された。
スポンサーの提供紹介は『朝!』の95年以降、アナウンサーによるコメント無しのテロップのみだったが、本番組でも引き続きそのパターンが継続された（提供表記は『ジパングあさ6』で採用され、『朝!』でも途中から採用されたカラーバナー表記。ただ、『朝!』との違いはCM明けだけでなく、CM前のコーナー予告やコーナー中のVTR明けにも提供表記がされるようになった。但し後番組の『ZIP!』では独自の提供表記に変わったが、アナウンサーによる読み上げは引き続き無し）。

### ローカル放送・中継
JRTは『あさ6・30』『おはようとくしま』→『おはようとくしま プラス』を放送するため第1部のみの放送。STV・ytv・KRYは6:30までローカル番組（『朝6生ワイド』→『どさんこワイド!!朝!』『朝生ワイドす・またん!』『KRYさわやかモーニング』）を放送するため第2部のみ放送している。ただし、第1部の6:00 - 6:08の『NNNニュースSUPER』は全国29局同時ネット（番組唯一の全国ネット）。他局の番組とは違い、系列局においては第1部の6:00 - 6:08の『NNNニュースSUPER』以外は強制ネットでなく系列局では独自のコーナーに差し替えて放送している時間帯が多い番組である（特に目立つのはSTV・CTV・ytv。詳細は後述）。
ネット局変更は行われていない。『朝!』時代の2001年9月まで、いくつかの系列局が7時までローカルワイド番組を放送していた（『NNNニュースジパング』は同時ネット）。それらは本番組開始を機に放送時間を6:30までとして、第2部はネットする事となった。本番組開始後はローカル番組の市場は縮小する。YBCとSDTは本番組開始を機にローカル番組を終了して番組開始当初からフルネット、YBSは2002年3月で終了、MMTは2004年3月、FBSは2007年9月、CTVは2009年3月でローカル番組を終了し、フルネットへ切り替えている。ytvは2006年7月から2010年3月まではフルネットだった。
例外はJRTで、本番組が始まった2001年は『ジパング』のNNNニュースジパングのみ放送していた。『朝!』は非ネットのまま終了した格好だった。
KRYはローカル番組の途中で第1部の「5:30HEADLINE」を放送。年末特別編成時はローカル番組を休止して、第1部から放送された（詳細はリンク先の番組記事を参照の事）。
STVでも2007年12月31日と2009年12月28日は、ローカル番組『朝6生ワイド』を休止し、第1部からローカル枠を除きフルネットで放送された。JRTは祝日や年末でも一貫して第1部の放送のみである。6:30以降に放送されたのはバンクーバーオリンピック中継の影響で5:20から6:45までの放送となった2010年2月19日と、2011年3月11日に発生した東北地方太平洋沖地震（東日本大震災）の情報を伝えるため、第2部も放送した2011年3月14日 - 3月18日および3月21日である。なお、2008年・2009年末はそれぞれ番組が6:30・6:00からの短縮版となったため、この期間はJRTでは放送休止となった。CTVでも2007年12月28日と1月4日にはフルネットで放送していた。
宮崎県では後述の通り、『朝!』も含め、本番組が放送されていないが2007年1月22日放送の宮崎県知事選での東国原英夫当選の報道の際にはFBSが取材を担当した。一方、取材する地域によりTOSやKKT、KYTがそれぞれ担当することもある。なお、日本テレビ系列局がない沖縄県は日本テレビ那覇支局が取材を担当する。
地上デジタルテレビジョンでは2004年3月1日よりデジタルハイビジョン（HD）放送を開始した。晩年期では中継車からのハイビジョン中継は全ての系列局、また地震等の緊急報道やお天気カメラの中継使用で用いる中継回線経由のハイビジョン中継もテレビ大分を除く全局が対応していた。
ただし、晩年期でもインフラ環境によって4:3の標準画質（SD）になる。例えHD中継車を導入していても、送り出しのHDマイクロ回線を確保していないとならない（常時保有する局は少なく、SNG中継を行う場合でも確保できる回線数に限りがある）。また、中継の際に使用するサブシステム（および副調整室）もHD対応でないといけない。また、事件・事故の中継においてはほとんどの場合報道局が取材するが、取材カメラがHD未対応なことで中継車以降（いわゆる中継回線）がHD化されていても4:3映像となる場合もあった。
2007年元日の新春版では、行われた全国天気リレーではRAB、YBC、YBS、KNB、HTVがHD中継を実施（これらの局では天気リレー以外でも中継があった。）。それ以外の局がSD中継だったのは、既に述べたように回線の問題、サブシステムの問題の他に1月2日・3日の箱根駅伝中継にHD対応のマイクロ送信機や中継車を貸し出しているからという理由があると見られる。
中継を番組の核に据えた『朝!』に比べれば、中継は少なくなった。基幹局のうち、ytv・CTV・STV・FBSとは「ズームイン!!LIVE」などでの中継の有無に関わらず、6:30に放映されるオープニングや天気予報では各局のお天気カメラ映像が随時映ることがある。以前は7:20頃に毎日この各局による天カメリレー中継が行われていた。

### 年末の放送について
2009年まで曜日配列によっては、大晦日まで通常放送していた。なお、最後の年となった2010年末は12月28日をもって年内の放送を終了。29日には『7男2女11人の大家族石田さんちが大騒ぎ2010傑作選』、30日には『はじめてのおつかい2010傑作選』、31日には『古代エジプト三大ミステリー第4弾みどころスペシャル』を本番組枠で放送した。これらは全編ローカルセールス枠となったため、全ての日または一部の日で差し替えとなった地域も多かった。
後継番組『ZIP!』でも、年内の放送は12月28日・29日前後で終了する体制となっている。

### 元日版・年始の放送について
『朝!』を含め毎年元日には新春特大版を放送していた。現番組になってからは『新春!ズームイン!!SUPER』として放送していた。『SUPER』の後にはその年の西暦が入ることが慣例である。
元日が通常放送がない週末となった場合も放送される。ただし、2006年の元日（日曜日）は『笑点』の長時間スペシャル『大笑点』が5:55からスタートで放送することになり、放送しなかった（実際の放送では天気予報、初日の出リレー中継などの企画が『新春!ズームイン!!SUPER』のコンセプトに近かった）。2007年元日は『大笑点』が8:30からスタートになり、6:00 - 8:30の放送枠で2年ぶりに新春版が再開。2008年は『大笑点』の放送枠が12時間のままスタートが30分繰り下がったため、6:00 - 9:00の枠で放送された。2009年も6:00 - 9:00の枠で放送され、2010年はさらに1時間半拡大し5:30 - 10:00の枠で放送された。2011年は前年より30分短く、5:30 - 9:30に放送された。
1月2日・3日は『箱根駅伝』中継のため休止し、曜日配列によって異なるものの、4日以降から年始の放送を本格開始していた。
2012年、2013年の元日では、『新春!ズームイン!!SUPER』の後継番組として『“意外とタメになるTV”新春ZIP!&ズムサタ SP（2012年・2013年）』を5:30 - 9:30に生放送された（放送時間は本番組最後の元日版である『新春!ズームイン!!SUPER 2011』と同じ）。2014年 - 2016年の元日は『新春ZIP!4時間生バトル〜豪華お年玉をゲットせよ〜』、2017年以降は『新春シューイチ〜ネンイチ〜』が放送され、2019年以降は曜日配列にかかわらず放送されている。

### 視聴率
関東地区における視聴率の推移について、最高視聴率は第1回放送の17.8%、2位は2010年6月25日の16.4%（ワールドカップ日本対デンマーク戦直後の放送）であった。
開始初期から半年後の2002年4月頃からコメンテーターなどによるコラムや報道に重点を置き、硬派路線を展開し視聴率も上昇し始め、2002年秋頃から2005年夏までは第1部の時間帯は8％ - 9%を獲得し、一時期はNHK総合テレビの『NHKニュースおはよう日本』よりも視聴率が良かったこともあった。
2004年10月の改編で8時台を廃止し30分短縮するが、この時期は第2部の視聴率が高くなる傾向があった。
第1部が2005年秋に5% - 6%まで落ち込むも2007年2月の月間平均視聴率では10.73%（第2部）で、再び本番組が時間帯1位となり2008年12月までそれをキープした。
しかし、2009年には前年まで守り続けた同時間帯の年間視聴率1位の座をフジテレビの『めざましテレビ』に奪われてしまい、2位となった。2010年も『めざましテレビ』に1位を奪われてしまった。この視聴率低下が2011年春の番組終了の決め手になったとされている。

### 番組の終焉・終了後
2011年1月28日、2011年3月いっぱいでの番組終了が公表され、3月31日、最終回を迎えた。その翌日4月1日、早朝時間帯の放送枠の見直しも含めて改編され5:50 - 8:00に同局のアナウンサーでもある桝太一が総合司会の『ZIP!』を開始。この『ZIP!』は、「ZOOM IN!!PEOPLE(ズームイン!!ピープル)」の略であり、表向き的『朝!』から続く平日の歴代「ズームイン!!」の3代目にあたり、2011年4月以降も継続されているが「ズーム」及び「ズームイン!!」の文言が封印され、「ズームイン!!朝」と同番組を一括りの扱いとして、ズームインシリーズとは分離されている。そのため、本番組の企画（マスコットキャラクター・イベント等）は『ズームイン!!サタデー』に引き継がれているが、2022年4月からは番組タイトルが正式に「ズムサタ」と表示される様になり、この番組でも「ズーム」及び「ズームイン!!」の文言は封印され、2010年代後半以降はズームインシリーズを引っ提げたイベント等も行われなくなった。又、「ズームイン!!朝」以来ずっと行われていた「ズームイン」コールやポーズも2022年以降行われなくなり、番組司会者の「ズムサタスタートです」の挨拶に変更されている。
終了時点の総合司会コンビであった羽鳥慎一・西尾由佳理はいずれも当該枠から降板、羽鳥は3月31日付で日本テレビを退社した。また羽鳥・西尾は同年の『1位をとった名曲歌合戦』と『24時間テレビ34 「愛は地球を救う」』で総合司会を務めた。

### 放送時間の変遷
| 期間      | 期間      | 放送時間（日本時間）      |
| --------- | --------- | ------------------------- |
| 2001.10.1 | 2004.10.1 | 平日 5:30 - 8:30（180分） |
| 2004.10.4 | 2006.3.31 | 平日 5:30 - 8:00（150分） |
| 2006.4.3  | 2011.3.31 | 平日 5:20 - 8:00（160分） |

## 歴史

### 福澤時代
『ズームイン!!朝!』ならびに『あさ天5』『ジパングあさ6』の一部キャスターが続投し、そこに新メンバー（辛坊治郎や堤信子など『朝!』時代に一度降板して本番組で復帰したキャスターもいる）を迎える形で開始。第1回は、最終回に至るまで最高視聴率となる17.8%（第2部・関東地区、ビデオリサーチ調べ）を記録した。第1回のコーナー編成は、前日に当時プロ野球・読売ジャイアンツ監督だった長嶋茂雄の勇退によるラストゲームの話題や高橋尚子がベルリンマラソンにて当時の世界最高記録をマークしたことにより、この2つの話題を繰り返し放送し他のニュースをほとんど放送しなかった。放送開始前日の9月30日には、『明日まで待てない!ズームイン!!SUPER』のタイトルで舞台裏を紹介する事前特番が放送された。
- 2002年1月 - 7時前に初めての新コーナーを投入。開始間もないこの時期は新聞解説を7時台に増設するなど試行錯誤を行う。
- 2002年4月1日 - 山梨放送が第1部のネットを開始した。
- 2002年9月12日 - アメリカ同時多発テロ事件の発生から1年経ち、辛坊治郎とニューヨークキャスター今井晶子がNYから生中継。10月には辛坊がアフガニスタンへ旅立つ。

### 羽鳥時代初期〜2007年
- 2003年 - 1月31日をもって、『朝!』時代から4年4ヶ月に渡り総合司会を務めた福澤が勇退して『ズムサタ』担当の羽鳥が総合司会を引き継ぐことを発表した（羽鳥は福澤の6年後輩であり、過去に『ズムサタ』の総合司会を福澤から引き継いだ。）。羽鳥は『ズムサタ』で報告するとともにネット局を訪れて総合司会就任の挨拶まわりを行った。
- 福澤の降板理由については、大桃美代子との確執などが原因との報道がなされた[6]。
- 2月3日 - 羽鳥が2代目総合司会に就任（『ズムサタ』は羽鳥の後輩である矢島学が引き継いだ）。
- 2004年3月1日 - 前日に日本テレビの放送調整室・スタジオ機能が麹町から汐留への移転完了に伴い、この日の放送から汐留新社屋・日本テレビタワーのS4・汐留マイスタジオから放送開始。同時にハイビジョン制作となりこの時点で日本テレビ系列で地上デジタル放送を開局している東名阪局の日本テレビ・よみうりテレビ(大阪)・中京テレビ(愛知)以上3局の地上デジタル放送ではデジタルハイビジョン（HD）撮影・放送を開始。他の系列局でも順次地上デジタル放送開始と同時にデジタルハイビジョン放送となった。地上アナログ放送ではサイドカット放送を開始。
- 2004年3月5日 - 大黒摩季が日本テレビタワーの屋上からライブパフォーマンスを披露。
- 2004年3月29日 - ミヤギテレビが、第1部のネットを開始した。
- 2004年6月2日 - サッカー国際強化試合『日本×イングランド』戦中継のため6:00からの短縮放送。
- 2004年10月4日 - 第2部は8:30までの放送であったが、放送時間を8時までに短縮、『ザ!情報ツウ』が30分繰り上げスタートになるとともに『ザ!情報ツウ800』に改題された。8時の特集「ズームアイ」を縮小して7時台に投入、「エンタパラダイス」以外のコーナーを短縮した。この改編で本番組から次番組（『スーパーモーニング』・『とくダネ!』）への飛び乗りが廃止、いずれもオープニングから放送した（山梨放送、北日本放送、福井放送、高知放送はテレビ朝日制作『スーパーモーニング』、テレビ大分はフジテレビ制作『とくダネ!』を放送した）。この改編は当時時間帯民放視聴率トップを走っていた『とくダネ!』とネタ構成などのすみ分けが中々難しく、『ザ!情報ツウ』のスタッフが同時刻で真っ向勝負をしたいという非常に強い考えを持っていたためである[7]。
- 2005年4月1日 - 大桃が降板、4月4日から西尾由佳理が女性総合司会に就任。またテロップも一新した。
- 2006年3月13日 - 5:45から『ワールド・ベースボール・クラシック』日本対アメリカ戦中継を放送のため休止となった（ニュースは5:30 - 5:45に『NNNニュース』を放送して対応）。
- 2006年4月3日 - 日本テレビは平日午前枠のテコ入れを行った。このため本番組は番組開始時刻が5:20になった。これを機会に2001年の番組開始以来、殆どコーナーを変更することがなかった第1部を中心に大幅なコーナー見直しを実施（同時に早朝の枠を見直し、4:30 - 5:30 の「ニュース朝いち430」は 4:00 - 5:20 の「Oha!4 NEWS LIVE」となった）。ワンセグも番組としてはこの日から開始した。また第1部は西尾が、第2部は羽鳥がメインで進行する形になった。これからしばらく、「530ヘッドライン」終了後第2部のオープニングまで羽鳥は出演せず、一部コーナーは辛坊が新聞解説と兼ねて出演するようになった。
この日は『爽快情報バラエティー スッキリ!!』のスタートに伴い、最後のコーナーで『スッキリ!!』の特集が組まれ、エンディングでは羽鳥・西尾らと同番組のメインキャスト、加藤浩次・テリー伊藤・阿部哲子（阿部は当時日本テレビアナウンサー）とのクロストークが行われ、羽鳥が「では『スッキリ!!』に向かってズームイン!!」とコールして番組を終えた[注 5]。ただ、当時『スッキリ!!』はテレビ朝日の『スーパーモーニング』をネットしていた山梨放送・北日本放送・福井放送・高知放送やフジテレビの『とくダネ!』をネットしていたテレビ大分では非ネットだったため、この5局ではエンディング直前で飛び降りて8:00まではステブレCMに差し替えていた[注 6]。
- 2006年7月3日 - よみうりテレビが、第1部のネットを開始した。
- 2006年9月4日 - 第2部の一部コーナーをリニューアル。
- 2007年4月2日 - 6日の第2部では「特選!絶景桜中継」を第2部オープニングと7時台のニュースで生中継で放送した。
- 東京ニュース通信社発行のテレビ情報誌月刊TV Japanで2007年7月号より連載を開始。羽鳥と西尾が交互で登場。
- 2007年8月29日 - 9月3日まで新宿髙島屋11階催事場にて、また9月5日 - 10日まで京都髙島屋7階催事場にて「ズームイン!!SUPER 全国うまいもの博」を開催した。
- 2007年10月1日 - 番組コーナーが一部リニューアル。またこの日から、福岡放送が、第1部のネットを開始した。

### 2008年
- 3月5日 - 『朝!』の放送開始から通算してちょうど30年目にあたるこの日は特別企画として、「Wickyさんのワンポイント英会話」を1日限りで復活したほか、徳光和夫 、福留功男、福澤朗の歴代総合司会や出演者の懐かしの映像を盛り込み、CMに入る前には『朝!』と同じ1979年生まれの上村愛子（スキー選手）、押切もえ（ファッションモデル）等の著名人からのメッセージを放送した。また、6時30分の第2部のオープニングでは、『朝!』第一回放送のオープニング映像とオープニングタイトル、長年親しまれたテーマ曲を使用したほか、「プロ野球いれコミ情報」も復活。直前のボールキャッチ、テーマ曲（原曲は『マシンロボ クロノスの大逆襲』・戦え!バイカンフー）、最後のなんだろう、GAMEOVERなどが復活した。エンディング直前には久々に「お天気リレー」も放送した。
- 3月26日 - 前身番組の『朝!』から17年間、広島テレビ担当キャスターを務め、番組の古参出演者でもあった田坂るり（当時広島テレビ放送アナ）が降板、後に広島テレビを退職する。
- 3月31日 - 番組開始以来初めてタイトルロゴを変更。また、現役女子大生5人で構成した「ZOOM Cam（ズムキャン"n"ではなく、大学生ということでcampusキャンパスの"m"）」が登場。火曜日の「おしゃれアンテナ」を中心に、女子大生の目線で見た流行情報を発信する。
- 6月19日 - 日本テレビで夏に毎年恒例で放送する『24時間テレビ 「愛は地球を救う」』で1992年から行っている「24時間マラソン」のランナーを生放送で発表し、お笑い芸人のエド・はるみに決定した。しかも、本人にこのことを知らせない、ドッキリ形式で発表した。こうした発表方法は17年目にして初のことである。
- 7月31日 - モクスペ、『ズームイン総力取材絶叫マシーン世界最新TOP30』の番宣のため、「Wickyさんのワンポイント英会話」が再び復活した。
- 9月30日 - 気象情報コーナー担当の伊原凛が降板、翌10月1日からは小熊美香が担当（初日に「小熊 出没注意!」と紹介）。
- 12月29日〜12月31日 - 例年では、大晦日まで通常の生放送を行っていたが、この3日間は『3日連続総決算』と題して、6:30からの放送となる。29日は『凝縮!北京五輪ベスト20』、30日は『凝縮!ecoスペシャル』、31日は『凝縮!旅ドキッ!スペシャル』を放送。また字幕放送も実施したため、全編収録番組であった。

### 2009年
- 1月1日 - 総合司会の羽鳥が右目を傷めたため、眼帯を着用して番組に出演した。羽鳥はその際に、「元旦だから眼帯をしてきました」とダジャレらしき発言をした。全国リレー中継の際、テレビ新潟への回線が繋がらないというハプニングがあった。
- 1月29日〜1月30日 - 総合司会の西尾がのどに「火傷」を負って話すことが困難だったため、画面には登場したが「エンタ」関係など一部コーナーの進行を他のメンバーが担当した。
- 3月2日〜6日 - 『ズームイン!!』開始から30周年を記念しての特別企画「ズームイン!!ありがとうweek」を放送。
  - 歴代総合司会（2日は初代総合司会・徳光和夫、3日は2代目総合司会・福留功男、4日は3代目総合司会・福澤朗）が登場する3日間は「プロ野球イレコミ情報」が「WBCイレコミ情報」として名場面VTRとともに復活した他、OPも歴代担当当時のものを使用した[注 7]。また、4日には翌5日の『ズームイン!!』放送開始記念日宣伝のため、羽鳥・西尾が日本テレビの各番組[注 8] にゲスト出演した。なお、徳光は5:20から、福留と福澤は6:30からの登場であった。
  - この1週間は7時台前半でお天気リレー（各リレー時には各地区ごとに「30年」にちなんだものが登場）も行なった[注 9]。
  - 2日には、高知放送の初代キャスターである浜田容助が登場。徳光と数秒間画面を通して掛け合いトークをした。
  - 4日には、ズーム30周年前日ということで日本テレビをジャックしたが、『Newsリアルタイム』の木原とそらジローのお天気コーナー（番組終盤）で、『リアルタイム』出演者とズームインをしたが、その時、木原の「以上お天気でした〜」のあとCMまでの数秒間に羽鳥が「近野さんの奥さんは、『ズーム』のスタッフです!」と発言、『リアルタイム』のスタジオでは近野キャスターが笑い崩れたほか、キャスターやスタッフも大笑いした。
  - 5日には、「ウィッキーさんのワンポイント英会話」が1日限定で復活した。天気予報では、これまでの天気予報のBGMが流れたほか、5日には麹町の旧マイスタ前から天気予報を放送した。また、羽鳥が同日の『Oha!4 NEWS LIVE』に出演したため、5時台のオープニングは『Oha!4』のスタジオから脊山麻理子、中田有紀、掛貝梨紗とともに出演。『Oha!4』出演者からのシャンパン形クラッカーでの祝福を受けたほか、『Oha!4』の3人は『ズームイン!!』の掛け声にも参加した。天気リレーでは、テレビ岩手の初代キャスターでもある高橋佳代子も後任のキャスター達と共に出演。羽鳥に「みのさんに元気だと伝えておきます。」と言われて大笑いしていた。
  - このうち、3月4日の「情報ライブ ミヤネ屋」に日テレ報道スタジオから出演した羽鳥が同番組の総合司会・宮根誠司に「明日の『おはよう朝日です』（朝日放送）の中でズームイン（ポーズ）をやってください」とお願いし、翌5日のその番組内で宮根が「正木さん(気象予報士)に向かってズームイン!」と言った[注 10]。一方、羽鳥は『おは朝』の「今日も元気に行ってらっしゃい!」の台詞がお気に入りであり、同日のエンディングで「今日も元気に行ってらっしゃい!」と言って番組を締めくくった。
- 3月25日 - スポーツコーナー担当の上重聡が降板するにあたり、羽鳥の計らいでエンディングの「ズームイン!!」の掛け声を行った（上重は2010年4月より『ズムサタ』5代目総合司会を務める）。
- 3月30日 - 番組コーナーが一部リニューアル。またこの日から、第1部オープニングより汐留マイスタジオから（「NNNニュースSUPER」は報道フロアから）の放送となり、中京テレビが第1部のネットを開始した。
- 4月25日 - 番組から初の絵本『ズーミンそらをとぶ』が、全国の書店で発売した。絵本の中には西尾がデザインしたキャラクターが登場している。
- 12月29日〜12月31日 - 年末特別編成により6:00からの短縮放送となる。12月29日と30日は羽鳥が、年内最後の通常放送日にあたる12月28日と31日は西尾が、28日から31日までは森がそれぞれ休暇を取り出演しなかった。またこの3日間は「630ヘッドライン」と「NNNニュースSUPER」の放送時間が入れ替わった（630ヘッドラインはニュースとしてオープニング直後から、NNNニュースSUPERは6:30の第2部オープニング直後からそれぞれ放送。）
- 12月31日 - NHK『第60回NHK紅白歌合戦』に出場したFUNKY MONKEY BABYSの応援ゲストとして紹介テロップ付きで羽鳥とズーミンのぬいぐるみが登場した。民放の現職アナウンサーが出演し、メッセージを贈るのは異例（民放の現職アナウンサーの紅白出演は、前年にフジテレビアナウンサーの中村仁美が『クイズ!ヘキサゴンII』で共演する羞恥心 With Paboの応援で曲披露時にヘキサゴンオールスターズと評される番組出演者と一緒にバックダンサーとして出演して以来2人目だが、中村はバックダンサーとしてのみの出演でコメント出しはなく、他のヘキサゴンオールスターズのメンバーと違い紹介テロップはなかった）。なお、翌日の元日スペシャルの中で羽鳥の紅白出演の舞台裏に密着した企画が放送された。

### 2010年
- 1月4日 - 『朝!』にリポーター（関東各地を担当）として出演したことがある堀敏彦（現：テレビ新潟アナウンサー）が、新潟からのリポートを担当。鈴木えーもんの代役として、12年ぶりに登場した。
- バンクーバーオリンピック中継のため2月16日の放送は休止、2月19日は5:20 - 6:45の短縮放送となる。テレビ大分は『とくダネ!』の放送を優先するため両日ともオリンピック中継を行わず、中継時間は別番組に差し替える（中継種目はNHK・BS-1で代替視聴可能）。また後者について札幌テレビと山口放送は自社番組を通常通り放送するため6:30から15分間の放送、四国放送は2月19日に限り番組終了の6:45まで臨時フルネット（自社番組を休止）。
- 3月23日 - 佐藤良子と小熊美香が降板。
- 3月25日 - 翌週より読売テレビで放送する『朝生ワイド す・またん!』のキャスターを務めることになった辛坊治郎が降板。
- 3月29日 - 日本テレビのみ、地上デジタル放送において受信機に登録した地域情報（郵便番号）に基づいた天気情報を連動データ放送により自動的に表示する機能を開始（テロップが左詰めに寄り、右端に時系列天気と気温が表示している）。この日より、テロップを一新。水色を主体にしたもの、ニュースは青緑色（速報時は赤色）、エンタは紫（訃報時も紫）、スポーツは黄色、といった点など。第1部も、羽鳥がメインで進行する事になり、読売テレビが第1部のネットを打ち切った（「NNNニュースSUPER」を除く）。
- 3月31日 - 辛坊の後任のキャスターとして宮島香澄が、4月2日には池上彰が初登場。
- 6月25日 - サッカー『FIFAワールドカップ』日本対デンマーク戦の生中継およびハイライト番組を放送のため第1部を休止。このため四国放送では臨時非ネットとなった。通常6時から放送している「NNNニュースSUPER」は7:35から放送した。視聴率は16.4%（第2部）を記録し、初回以外の最高値を更新した。
- 7月5日 - この日からアナログ放送では16:9のレターボックス方式になった。さらに、一部ロゴや、天気予報の画面表示も変更（バックがお天気カメラになった点など）。
- 7月8日 - サッカー『FIFAワールドカップ』中継のため、5:40から放送。
- 10月1日 - 『NNNニュースSUPER』担当の報道局記者が、日本テレビ労働組合によるストライキで出演しなかったため、代役をフリーアナウンサーの中田有紀（「Oha!4 NEWS LIVE」サブキャスター）が担当した。アナウンサーの羽鳥・西尾・森圭介はストライキから除外、通常出演となった[注 11]。
- 10月4日 - 番組コーナーを一部リニューアル。また、字体や出演者の氏名テロップ等の出現方法なども変更された。
- 11月23日 - 従来の京都からの紅葉中継の形を変更、銀閣寺から吉田奈央（ytvアナウンサー）、国木田かっぱが登場。マルQでの紹介となった。なお、読売テレビでは、普段ネットしていない「SomoSomo」のVTR終了後のトークと「ZoomSports」も含めネットした。しかし、マルQ終了後、即関西ローカルに切り替えられた。
- 12月29日 - 31日 - 12月28日で年内の放送を終了し、特別番組を放送。ただし全編ローカル編成枠のため、局により日本テレビと同時ネットせず別番組を放送した。

### 2011年
- 1月28日 - 3月31日で番組終了、同日に羽鳥が日本テレビ退社することが、番組内の「みんなのカメラ」のコーナーで発表された。
- 2月22日 - 前日に羽鳥が香港で『ゴチ12 』の収録に参加したため、現地から中継出演（総合司会代理は上重）。エンディングでは2010年9月までフィールドリポーターを務め、現在は現地に在住している元アナウンサー：古閑陽子が出演した。
- 3月3日 - 耳の日ということで本番組含め当日の同局系の全国ネットの生番組のすべてでリアルタイム字幕放送が実施された。
- 3月14日 -　3月11日に発生した東北地方太平洋沖地震（東日本大震災）の情報を伝えるため、第1部のOP挨拶は当時内閣官房長官の枝野幸男の会見を生中継したことに伴い、5:26頃になり、OPはなし。「5:30HEADLINE」（この日に限り全29局ネット）と「NNNニュースSUPER」以外のコーナーを休止。羽鳥は宮城県石巻市から中継出演。スタジオには前年3月までコメンテーターを務めていた辛坊治郎[注 12] が約1年ぶりに出演した。この日は読売テレビも『す・またん』を休止して本番組を臨時フルネットで放送したほか、BS日テレやCS放送・日テレNEWS24でもNNN報道特別番組扱いでサイマル放送され、地上波での放送がない宮崎・沖縄でも視聴できた（BS日テレ・日テレNEWS24では関東地方の天気予報も差し替え無しでそのまま放送された）。また、この日から18日までの1週間と21日の計6回、四国放送は『おはようとくしま プラス』を休止し、報道特番扱いで臨時フルネットした。ちなみに、札幌テレビと山口放送は自社番組を放送したため第2部のみ放送。羽鳥も17日まで岩手県や宮城県各地から中継出演した。そして通常のコーナーのほとんどは最終回を待たずに終了。また、「ズームイン!!」ポーズはなし。なお、この日から『助けあおう、日本』というスローガンが使用されるようになる[注 13]。
- 3月28日 - 本来は金曜日担当の池上彰が最後の出演。
- 3月29日 -『朝!』のときから、12年間出演していた橋本五郎が最後のコラムを担当。また本番組で6回放送された「書道ガールズ甲子園」に出場した「埼玉県立川口高校」が、東日本大震災の被災地に向けたメッセージ書道を披露した。
- 3月30日 - 3月14日に続いて辛坊が出演。最後のニュース・新聞解説を担当した。本コーナーである「バードウォッチング」の最終回と歴代総合司会（徳光・福留・福澤）のメッセージを放送。
- 3月31日 - 最終回。第1部のOPには徳光和夫の甥にあたるミッツ・マングローブが見学。さらには各ネット局からのお天気リレーで東日本大震災の被災者に向けてのメッセージを放送。エンディングでは、マイスタ前に総合司会の羽鳥・西尾の他に番組を支えたリポーターなどが集合、後継番組『ZIP!』[注 14] の初代総合司会である桝太一の紹介、羽鳥・西尾の挨拶（西尾は「（東日本大震災の発生直後だったため）こんな大変な時に番組を終わらせて申し訳ない」と述べた）が行われた。最後は羽鳥の「32年間の感謝を込めて、それではご一緒に!」の掛け声で出演者全員が「ズームイン!!」のポーズを取り、その後、羽鳥が「さようなら!」と発して締めた。これをもって本番組としては9年半、『ズームイン!!』シリーズとしては通算32年1ヶ月の歴史に幕を下ろした。放送時間は拡大されなかった。また、マイスタ前には嵐のメンバーの顔が描かれた団扇を持参した観客が多く集まっていた。番組の最後にはスタッフロールが流れ終わった後、画面下部に「長い間ありがとうございました」のテロップが表示された。また、同日をもって前身の『ズームイン!!朝!』から続いた平日朝の情報番組のマイスタジオ（マイスタ）からの放送が終了した。
- 羽鳥は同日日本テレビを退社し、同年4月4日からテレビ朝日系列でスタートした平日朝の情報・ワイドショー番組『モーニングバード!』[注 15]（本番組最終回の翌日に終了し、2004年秋まで裏番組でもあった『スーパーモーニング』の後継番組）の総合司会に就任した。日本テレビ退社直後だった羽鳥の『モーニングバード!』起用にあたり[注 16]、日本テレビ・テレビ朝日両社上層部で話し合いが行われ、この時点では日本テレビ制作朝の情報番組枠とテレビ朝日制作平日午前のワイドショー枠の放送枠が重複していなかったため日本テレビ側が了承したという[注 17][8]。

## 出演者（番組終了時）
◆は『朝!』への出演歴がある人物。

### 総合司会・コメンテーター
| 期間      | 期間      | 総合司会  | 総合司会   | コメンテーター     | コメンテーター | コメンテーター | コメンテーター |
| 期間      | 期間      | 男性      | 女性       | 月曜・火曜         | 水曜           | 木曜           | 金曜           |
| --------- | --------- | --------- | ---------- | ------------------ | -------------- | -------------- | -------------- |
| 2001.10.1 | 2003.1.31 | 福澤朗◆   | 大桃美代子 | 辛坊治郎◆          | 辛坊治郎◆      | 辛坊治郎◆      | 辛坊治郎◆      |
| 2003.2.3  | 2005.4.1  | 羽鳥慎一◆ | 大桃美代子 | 辛坊治郎◆          | 辛坊治郎◆      | 辛坊治郎◆      | 辛坊治郎◆      |
| 2005.4.4  | 2006.3.31 | 羽鳥慎一◆ | 西尾由佳理 | 野田稔             | 辛坊治郎       | 辛坊治郎       | 辛坊治郎       |
| 2006.4.3  | 2009.3.27 | 羽鳥慎一◆ | 西尾由佳理 | 橋本五郎◆ 水島宏明 | 辛坊治郎       | 辛坊治郎       | 辛坊治郎       |
| 2009.3.30 | 2010.3.26 | 羽鳥慎一◆ | 西尾由佳理 | 橋本五郎           | 辛坊治郎       | 辛坊治郎       | 畑山篤         |
| 2010.3.29 | 2010.10.1 | 羽鳥慎一◆ | 西尾由佳理 | 橋本五郎           | 宮島香澄       | 畑山篤         | 池上彰         |
| 2010.10.4 | 2011.1.28 | 羽鳥慎一◆ | 西尾由佳理 | 橋本五郎           | 宮島香澄       | 畑山篤         | （週替わり）   |
| 2011.1.31 | 2011.3.31 | 羽鳥慎一◆ | 西尾由佳理 | 橋本五郎           | 宮島香澄       | 水島宏明       | （週替わり）   |

備考
- 福澤、羽鳥は『ズムサタ』の総合司会から異動している。本番組は『朝!』の後身番組であるため、『朝!』からの通算で数えることが多い（福澤は3代、羽鳥は4代[注 20]）。
- 総合司会は大桃を除き全員日本テレビアナウンサー（当時）。
- 西尾は環境問題の特集も担当。
- 橋本は2006年3月まで「五郎WORLD」のみを担当していた。政局関連の重大なニュースがある場合は、他の曜日にも出演する場合がある。
- 宮島、畑山、水島は日本テレビ解説委員（畑山は経済部長2010年7月1日付で外報部長から経済部長へ就任、水島は元STV報道記者で第1部のみ出演。2011年2月から水島は、木曜の第2部のみ出演）。
- 畑山は宮島の代理で水曜を担当することがあった（2010年4月〜9月は金曜担当の池上の代理も務めた）。2009年3月30日 - 2010年3月26日は月曜第1部と金曜の担当として出演。
- 辛坊は元読売テレビ解説委員長・元アナウンサー。（朝に中継レポーターで出演時は読売テレビアナウンサー、SUPERにレギュラー出演時は読売テレビ解説委員→解説副委員長→解説委員長と肩書きが上がっていて、番組降板から最終回直前に出演するまでの間に読売テレビを退職してシンクタンク研究員、フリーキャスターに転身した）2011年3月14日には3月11日に発生した東日本大震災の情報を伝えるため、約1年ぶりに出演した。同年3月30日には3月14日に続いて出演。最後のニュース・新聞解説を担当した。また高岡達之（読売テレビ報道局解説委員長・元チーフプロデューサー、福澤と系列局の同期）、岩田公雄（元読売テレビ特別解説委員、解説委員長時代は辛坊の直属の上司だった）が辛坊治郎の代役として出演したことがある。
- 野田は現在明治大学大学院グローバルビジネス研究科教授、出演当時多摩大学助教授、元野村総合研究所コンサルタント。
- 2010年10月から池上のスタジオ出演は不定期の金曜日のみ（あとは｢3DOORS」コーナーでのVTR出演のみ）となり、不在の場合は「金曜コメンテーター」として以下のゲストコメンテーターを隔週で迎える。
  - 舘野晴彦（幻冬舎専務取締役、月刊「ゲーテ」編集長）[注 21]
  - 夏野剛（慶應義塾大学特別招聘教授、元NTTドコモ社員）
  - 藤巻幸夫（ブランドプロデューサー）
  - 芦田多恵（ファッションデザイナー）
- 池上は2011年3月28日(月)が当番組最後のスタジオ出演となった（橋本とW出演）。

### 天気
| 期間      | 期間       | 男性             | 男性       | 女性        | 女性        |
| 期間      | 期間       | 月曜・水曜・金曜 | 火曜・木曜 | 月曜・火曜  | 水曜 - 金曜 |
| --------- | ---------- | ---------------- | ---------- | ----------- | ----------- |
| 2001.10.1 | 2002.1.31  | 平井史生         | 木原実     | 斉藤まりあ◆ | 斉藤まりあ◆ |
| 2002.2.3  | 2003.10.31 | 平井史生         | 木原実     | （不在）    | （不在）    |
| 2003.11.3 | 2005.4.1   | 平井史生         | 木原実     | 森麻季      | 森麻季      |
| 2005.4.4  | 2006.3.31  | 平井史生         | 木原実     | 岸本梓      | 岸本梓      |
| 2006.4.3  | 2008.9.30  | 平井史生         | 木原実     | 伊原凛      | 伊原凛      |
| 2008.10.1 | 2009.10.2  | 平井史生         | 木原実     | 小熊美香    | 小熊美香    |
| 2009.10.5 | 2010.3.26  | 平井史生         | 木原実     | 小熊美香    | 河合優      |
| 2010.3.29 | 2011.3.31  | 平井史生         | 木原実     | 宇井愛美    | 宇井愛美    |

備考
- 平井、木原 - 前番組『あさ天5』から続投（両者とも気象予報士）。
- 木原 - 開始当初から平日の夕方ニュース枠（『NNNニュースプラス1』→『NNN Newsリアルタイム』→『news every.』）を兼任している。なお宇井の担当分から、お天気のコーナーに愛称の「宇井ちゃん」を引用して『Ui-Chan Weather』とタイトルが付けられている。「全国の天気」の時はコーナー名の下部に「全国」、「関東の天気」の時は下部に「関東」と表示する。以前は「東京HOT!スタイル」に出演。
- 斉藤、森、小熊 - 日本テレビアナウンサー（出演時点）。

### スポーツ
コメンテーター
- 水野雄仁
- 中西哲生（番組開始当初はキャスターも担当、2009年4月より「クロノス」(TOKYO FM)パーソナリティ担当のため、原則として金曜のみ出演となっていた。2010年4月からはクロノスに毎日出演になったため生放送出演は不可能となった）
- セルジオ越後
- 城彰二

キャスター
- 田中毅（月曜〜木曜担当。日本テレビアナウンサー）※後継番組『ZIP!』のスポーツも担当[注 22]
- 辻岡義堂（金曜担当。日本テレビアナウンサー）※後に『ズムサタ』で総合司会を務めたほか、『ZIP!』でも何度か桝太一（日本テレビアナウンサー）が休演もしくは取材などでスタジオに不在の場合に代理総合司会を務めたことがある。

※担当外曜日に担当する場合もあり。また代理で羽鳥がキャスターを担当する場合がある。
リポート
- 青池奈津子（2007年3月13日 - 最終回、アメリカ各地からメジャーリーグ情報やエンタテインメント情報等を伝える）

### マルQ
- 荻原博子（経済ジャーナリスト、経済に関する緊急提言の回に登場）
- 堤信子（元福岡放送）◆
- 今中麻貴（元札幌テレビ）◆
- 伊藤奈穂子（元テレビ新潟）◆ ※『ズムサタ』にも出演。
- 石川葉子
- 川瀬良子
- 山本舞衣子（日本テレビアナウンサー、月曜担当）
- 梶原麻莉子（「TOKYO HIT CLIP」と兼務）[注 23]
- 白石みき（2010年10月 - 番組終了まで）

### その他
エンターテイメント・Goodチョイス!
- 森圭介（日本テレビアナウンサー、2009年3月30日 - 番組終了まで）

※不在の時は西尾あるいは駒村がエンタコーナー、田中・羽鳥が担当。2011年4月2日からはズーミン・チャーミンとともに『ズムサタ』に異動してスポーツコーナーを担当。
かがやきビト（水曜日）
- 駒村多恵（2009年3月まで、西尾不在時はエンタ関係のコーナー進行も代行していた。ただし、月曜日に西尾が不在の場合は、駒村がNHK総合テレビ『生活ほっとモーニング』（2010年3月終了）に出演するため他の番組レギュラーが担当していた。ただし、祝日やNHKの特別編成の場合は除く）

TOKYO HIT CLIP
- 宇井愛美（火曜日・木曜日）
- 熊澤枝里子（水曜日、2010年10月6日 - 番組終了まで）
- 梶原麻莉子（月曜日・金曜日、「マルQ」と兼務）

### フィールドリポーター
- 山本舞衣子（日本テレビアナウンサー）
- 延友陽子（日本テレビアナウンサー、2010年10月 - 番組終了まで)◆

### ナレーション
第1部の「5:30 HEADLINE」と第2部の「ZOOM NEWS」・「zoom+」で担当（四本木は「TOKYO HIT CLIP」も担当）。
- 西脇保（月曜・火曜）
- 龍谷修武（水曜・木曜・金曜）
- 四本木典子（月曜 - 金曜、2010年3月29日 - 番組終了まで）

### 各局キャスター・リポーター
- 本番組を担当するキャスターのほとんどはNNNニュースの早朝から昼までの中継キャスターも兼ねており、重大ニュースで生中継が発生した場合に当日の『NNNニュースダッシュ』→『NNNニュースD』→『NNNストレイトニュース』や『午後は○○おもいッきりテレビ』→『おもいッきりイイ!!テレビ』→『おもいッきりDON!』→『DON!』のニュースコーナーまでの中継も担当するキャスターがいる。またキャスター担当前後にレギュラー生番組に出演しなくてはいけないキャスターもいる。
- 重大事件・事故、地震などの自然災害が発生し地元局だけでは手が回らない場合、周辺局担当のキャスターも応援に駆けつけることがある（新潟県中越地震ではKTKやTSB、YBCのキャスターが応援に駆けつけていた）。
- 最新ニュース以外の中継では、『朝!』からの伝統である鳥の鳴く画面の切り替え音（俗にシュルシュル）が存続している。
  - 『朝!』に出演したキャスターを参照する場合はズームイン!!朝!#中継キャスター・アナウンサーを参照のこと。
- ご当地ズーミンは本番組の公式サイト内「ズーミンの部屋」で見る事が出来る。順番は局名、ズーミンのバージョン、リポーターの順。

表中◆印があるキャスターは『朝!』への出演歴がある。◇印があるキャスターは『朝!』への出演歴に加え、日本テレビ制作の当番組への出演歴がある。◎印があるご当地ズーミンはグッズ化している。
| 担当エリア        | 担当局                                      | ご当地ズーミン                              | 担当キャスター | 備考 |
| ----------------- | ------------------------------------------- | ------------------------------------------- | --- | --- |
| 北海道            | STV札幌テレビ                               | ◎メロンズーミン ◎幸福ズーチャー             | ◆森中慎也、◆内山佳子、萩原隆雄（報道部へ移動→当番組ディレクターとして日テレへ出向後、2008年3月アナウンサーに復帰） →森中、内山、近藤麻智子（STVラジオ「なまらん」に異動） →森中、内山（『朝6生ワイド』に異動） →森中（2007年10月から「朝6生ワイド」司会兼務）、熊谷明美（2006年10月から） | ローカルパートでは、『朝6生ワイド』出演者が6:40から道内情報や占いを伝えるコーナーがある（詳しくは番組の項を参照のこと）。 |
| 青森県            | RAB青森放送                                 | ◎ねぶたズーミン                             | ◆秋山博子（フリー転向のため降板→再びRABアナに復帰）→田村啓美 | なし |
| 岩手県            | TVIテレビ岩手                               | 河童ズーミン                                | ◆藤村恵一→古舘友華（2008年4月から） | なし |
| 宮城県            | MMTミヤギテレビ                             | ◎伊達政宗ズーミン                           | ◆水本豊（2004年7月まで・現大阪支社長） →柳瀬洋平（2004年7月 - 2008年3月） →武田玲子（2008年4月から） | なし |
| 秋田県            | ABS秋田放送                                 | ◎なまはげズーミン                           | 田村修 →鍋倉美保（2005年10月まで） →田村（2005年10月 - 2006年4月）・◆井関裕貴 →高橋美樹（2006年度） →松井梨絵子（2007年4月から） | なし |
| 山形県            | YBC山形放送                                 | さくらんぼズーミン                          | ◆芳賀道也 →小坂憲央（2007年3月まで） →青山友紀（2007年度） →金本美紀（2010年9月まで） →陣内倫洋（2010年10月から） | なし |
| 福島県            | FCT福島中央テレビ                           | 白虎隊ズーミン                              | ◆徳光雅英→大野智子（2008年6月から）（最終回は2人ともに出演） | なし |
| 関東広域圏        | NTV日本テレビ                               | ◎東京タワーズーミン                         | ◆堤信子、◆伊藤奈穂子、◆今中麻貴、熊谷章洋（不定期） | 過去の担当者：馬場典子（ニュース中継中心）、矢野武、長谷川洋子、矢野明仁                                                  |
| 山梨県            | YBS山梨放送                                 | ◎富士山ズーミン                             | ◆村瀬寛美（メ〜テレに移籍） →吉岡秀樹 →酒井康宜 | なし |
| 新潟県            | TeNYテレビ新潟                              | ◎朱鷺ズーミン                               | ◆鈴木えーもん | なし |
| 長野県            | TSBテレビ信州                               | 登山家ズーミン                              | 黒部京子 →浅井みどり（KKTに移籍）、（◆伊東陽司）、（伊東秀一） →中村守→藤原里瑛 | なし |
| 静岡県            | SDT静岡第一テレビ                           | お茶娘ズーミン                              | ◆秋元啓二→伊藤久朗 | なし |
| 富山県            | KNB北日本放送                               | ◎チューリップズーミン                       | 小林淳子 →栂安亜紀 →柳川明子 →松平寛未 | なし |
| 石川県            | KTKテレビ金沢                               | 前田利家ズーミン                            | ◆平体好孝（その後制作側へ、『びービーみつばち』でアナ復帰） →戸丸彰子（現：フリー） →黒口啓一郎 →橋永晶子 | |
| 福井県            | FBC福井放送                                 | 越前ガニズーミン                            | ◆伊藤裕樹→川島秀成 | なし |
| 中京広域圏        | CTV中京テレビ                               | ◎しゃちほこズーミン                         | ◆佐藤啓、◆本田恵美、尾原秀三 | ローカルパート担当:我妻絵美/芸能コメンテーター：井上公造、佐々木博之、川内天子、あべかすみ、長谷川まさ子、菊池真由子      |
| 近畿広域圏        | ytv読売テレビ                               | ◎舞妓ズーミン                               | ◆村上順子、◆三浦隆志、◆国木田かっぱ →三浦、かっぱ、小林杏奈 →小林、虎谷温子、かっぱ、大田良平 →本野大輔、◆脇浜紀子、川田裕美、吉田奈央、かっぱ →◇辛坊治郎、◆森武史、川田、虎谷、吉田、かっぱ                                                                                              | 全国パートは吉田orかっぱ 芸能コメンテーター：石川敏男、あべかすみ、佐々木博之、長谷川まさ子、城下尊之、川内天子           |
| 鳥取県            | NKT日本海テレビ                             | 二十世紀梨ズーミン                          | 岡崎典子→福谷清志→高井和代 | |
| 島根県            | NKT日本海テレビ                             | 二十世紀梨ズーミン                          | 岡崎典子→福谷清志→高井和代 | |
| 広島県            | HTV広島テレビ                               | ◎もみじ饅頭ズーミン                         | ◆田坂るり、井ノ口あさ子 →田坂、森拓磨 →森、西名みずほ | なし |
| 山口県            | KRY山口放送                                 | ◎ふぐズーミン                               | ◆高橋裕（熱血テレビへ異動）→福谷貞夫 | なし |
| 徳島県            | JRT四国放送                                 | 阿波踊りズーミン                            | ◆保岡栄二 | 第2部は中継のみ参加 |
| 香川県            | RNC西日本放送                               | 桃太郎&お遍路ズーミン                       | 山崎達也（岡山本社報道部記者に異動） →亀谷哲也（主に岡山側の中継担当）、山口喜久一郎（主に香川側の中継担当） →植村智子 →山口 | なし |
| 岡山県            | RNC西日本放送                               | 桃太郎&お遍路ズーミン                       | 山崎達也（岡山本社報道部記者に異動） →亀谷哲也（主に岡山側の中継担当）、山口喜久一郎（主に香川側の中継担当） →植村智子 →山口 | なし |
| 愛媛県            | RNB南海放送                                 | みかんズーミン                              | ◆寺尾英子→佐伯りさ | なし |
| 高知県            | RKC高知放送                                 | カツオの一本釣りズーミン                    | ◆石田佳世→河内真（2011年の元日は河内が高校サッカー中継のため石田が限定復帰、最終回は2人ともに出演） | 石田はMC企画社からの派遣                                                                                                  |
| 福岡県            | FBS福岡放送                                 | ◎博多祇園花笠ズーミン                       | ◆奥田美香子、◆浜崎正樹（『朝ドキッ!九州』へ異動） →奥田、福岡竜馬（『朝ドキッ!九州』から異動） →奥田、福岡、若林麻衣子（2008.4 - 2009.8） →奥田、福岡、財津ひろみ（2009.9 - 2009.11） →奥田、財津（2009.11 - 2010.8） →福岡、財津（2010.9 - ）                                            | ローカルパート担当は松井礼明                                                                                              |
| 佐賀県            | FBS福岡放送                                 | ◎博多祇園花笠ズーミン                       | ◆奥田美香子、◆浜崎正樹（『朝ドキッ!九州』へ異動） →奥田、福岡竜馬（『朝ドキッ!九州』から異動） →奥田、福岡、若林麻衣子（2008.4 - 2009.8） →奥田、福岡、財津ひろみ（2009.9 - 2009.11） →奥田、財津（2009.11 - 2010.8） →福岡、財津（2010.9 - ）                                            | ローカルパート担当は松井礼明                                                                                              |
| 長崎県            | NIB長崎国際テレビ                           | ◎唐人ズーミン                               | ◆島田啓子→髙橋早紀→島田 | ローカルパート担当は森本かおり（2008年6月から）                                                                           |
| 熊本県            | KKTくまもと県民テレビ                       | おてもやんズーミン ◎加藤清正ズーミン        | ◆吉永真樹→上野聡行 | なし |
| 大分県            | TOSテレビ大分                               | 湯布院温泉ズーミン                          | ◆小笠原正典→岡村誠之（2008年5月から）→可兒亮子（2011年） | なし |
| 鹿児島県          | KYT鹿児島読売テレビ                         | 西郷どんズーミン                            | 近藤久美子 →阿部悦子 →内田直之 →前畑静香 | なし |
| 宮崎県            | 状況に応じてFBS、KKT、KYTなどが分担して担当 | 状況に応じてFBS、KKT、KYTなどが分担して担当 | 状況に応じてFBS、KKT、KYTなどが分担して担当 | 状況に応じてFBS、KKT、KYTなどが分担して担当                                                                               |
| 沖縄県            | 日本テレビ那覇支局                          | 琉球舞踊ズーミン                            | ◆川満聡（ズムサタでは、さすらいの味覚人を担当。） | 「NNNニュースSUPER」で中継がある場合は、那覇支局の記者がリポートを担当                                                    |
| 米国 ニューヨーク | 日本テレビニューヨーク支局                  | なし                                        | ◆今井晶子記者 | なし |

その他、「ズームイン!!LIVE」時のローテーションの関係で代理の局アナが入ることもあるがここでは割愛する。

## かつての出演者（NTVのみ）
- 馬場典子（2008年10月 - 2009年3月『ズムサタ』に出演）
- 森麻季
- 小熊美香（お天気コーナー・くまトレ担当。2010年3月29日から『news every.』に出演）
- 豊田順子
- 古市幸子（ニュース担当。2010年9月6日、9月7日は西尾由佳理休暇の代打で登板）◆
- 佐藤良子
- 上重聡（月曜・火曜のスポーツ担当。2010年4月から『ズムサタ』5代目男性司会）
- 田辺研一郎（以上日本テレビアナウンサー）
- 多昌博志（ニュース担当。2003年3月25日は羽鳥慎一休暇の代打で登板）
- 舟津宜史
- 長谷川憲司
- 斉藤まりあ◆
- 大杉君枝◆
- 古閑陽子(以上元アナウンサー）[注 25]
- 矢野武
- 長谷川洋子（以上フリーアナウンサー）
- 久保潔
- 久能靖（辛坊が休みの際の代理等、現在でも皇室の解説として不定期に出演）
- 佐々淳行
- 河上和雄（以上コメンテーター、河上は現在も大事件やそれに関係する裁判の時に不定期で出演）
- 宮田征典
- 須藤豊（降板後も『ズムサタ』に2009年3月まで出演）
- 荻原次晴（以上スポーツコメンテーター）
- 伊原凛（お天気コーナー担当）
- 岸本梓（「東京旅物語」担当、2008年10月から『ズムサタ』に出演）
- 逸見愛（メジャーリーグのリポート担当）
- 矢野明仁
- 優木まおみ（以上「ズムとく!」担当）
- 奥浜レイラ（第1部に出演）
- 杉浦美帆（タレント）
- 河合優（2009年10月7日 - 2010年3月26日は水曜・木曜・金曜のお天気コーナー、2010年3月31日 - 9月29日は水曜のTOKYO HIT CLIPをそれぞれ担当）
- 「NNNニュースSUPER」担当者は、同項目を参照。

## メインキャスターのスタジオ不在時の対応

### 男性メインキャスター不在時
基本的には『ズムサタ』の総合司会を務めるアナウンサーが対応する。『ズムサタ』初代総合司会の福澤も『朝!』時代、福留の代理を務めたことがある。
福澤時代
当時『ズムサタ』担当であった羽鳥がメインキャスター代理として参加していた。
羽鳥時代の初期
特に代理出演者は立てず、当時の「ニュースSUPERLIVE」のサブキャスターであった多昌博志や長谷川憲司が大桃をサポートする立場ではあるが、事実上の代役を兼任し「NNNニュースSUPER」も担当した。
羽鳥時代の後期
代理キャスターを立てる時と西尾がメインになる場合があった。基本的に夏期休暇で1週間不在時は代理を立てる。2004年と2005年は矢島学が、2006年から2009年までは藤井貴彦が代理メインキャスターとして参加していた。2010年は8月30日・31日は桝太一、9月1日 - 3日・2011年2月22日は上重聡が代理総合司会の役割を担当した。西尾がメインの時は「Goodチョイス!」を西尾が担当するため、「NNNニュースSUPER」はフィールドリポーター（山本）が担当する時もあった。

### 女性メインキャスター不在時
大桃時代
特に代役は立てず。エンタ関係のコーナーは駒村多恵が、それ以外（ニュース及び新聞関係）は「東京旅物語」担当アナ（延友陽子など）がそれぞれ代行していた。
西尾時代（2007年度まで）
西尾が中継に出ている場合と休暇中の場合で対応が異なっていた。
前者の場合は特にスタジオメインとしての代役は立てず、エンタ関係のコーナーは駒村多恵が、ニュース読みは「ズームイン!!LIVE」担当女性アナ（当時は古市幸子あるいは佐藤良子）が代行。「ズームイン!!LIVE」に登場する男性ナレーターがニュース項目を読む場合もある。
後者の場合はスタジオメイン代理として別の女性アナウンサーが出演（過去には斉藤まりあ、鈴江奈々、杉上佐智枝、山本舞衣子が代理を担当。山本は本来担当の「マイ☆トレ」も兼務。佐藤良子も本来の担当外曜日に限り代理を務めたことがある）。
西尾時代（2008年度以降）
2008年以降は、駒村が月曜日にNHK総合テレビ『生活ほっとモーニング』にレギュラー出演するようになったこともあり、西尾不在時に代役を立てるか否かについて、2007年度以前のような明確な対応の区別はなされなくなった。洞爺湖サミット関連で羽鳥・西尾双方が北海道から出演となった2008年7月7日には、山本舞衣子が藤井貴彦とともに東京のスタジオメインを代行（この日は月曜日のため駒村の出演は不可）。逆に、2008年9月15日から9月19日の週は、西尾が夏季休暇で不在であるが、特にスタジオメインとしての代役は立てられなかった（9月15日は月曜日であるが、祝日のため『生活ほっとモーニング』は休止となり、駒村も本番組に出演した）。夏期休暇のため、2010年9月6日・7日は古市幸子、8日 - 10日は山本が西尾の代理を担当。10月21日は「羽田空港・新ターミナル」オープン中継、12月27日は休暇、2011年1月11日は体調不良になった西尾の代わりに、山本が総合司会を担当した。

## マスコットキャラクター
本番組には以下のマスコットキャラクターが存在する。3キャラクター共、『鳥のしま』出身。基本的に番組内で声を発しない。
なお、番組終了後ズーミン・チャーミンは『ズムサタ』に引っ越し、サタボーと共演することが最終日（2011年3月31日）の天気予報コーナーで発表された。

### ズーミン
『ズームイン!!』といえば、お天気リレーで登場する大型の番組オリジナル温度計が有名で（30年近くも温度計のデザインに変更がなく番組の伝統となっていた）、末期では、小栗旬などの芸能人がオリジナル温度計の横で天気予報をするといった演出も行われていたほか、このオリジナル温度計の横での天気予報に憧れるアナウンサーも多かった。とはいえ、開始以来番組マスコットとしては「ズームくん」という人工衛星を擬人化したキャラクターがおり、テロップや番組ノベルティグッズ等に使用され、開始当初から1985年頃までのオープニングアニメーションや「プロ野球いれコミ情報」のオープニングCG、1995年から1998年までのオープニングCGで見られたが、末期には廃止されていた。羽鳥時代に入った2003年には、番組内で度々CGや着ぐるみ・ぬいぐるみで登場する鳥をモチーフに作られた番組のキャラクター「ズーミン」が同年7月28日の放送から番組に登場。
その時はまだ名前が決まっていなかったが、その後公募し、一番応募数が多かった「ズーミン」を同年12月1日から採用した。（ズームイン→Zoomin→ズーミン）水色の体毛でお腹には「Z」と描かれ、しっぽも横から見ると「Z」になっている。鳥にはあり得ない太い眉毛が特徴で、これは羽鳥をイメージしている。誕生日は7月28日。獅子座。年齢は人間の年齢で10歳。一人称は「ぼく」（絵本より）。ズーミンは放送局によってご当地バージョンが存在する。ご当地バージョンは系列の各放送局の公式サイト（後述）内で紹介されており、全30数種。（NTVのみご当地ズーミンが存在しなかったが2008年にようやく登場した）（公式サイト内「ズーミンの部屋」 を参照のこと）。
ズーミンのぬいぐるみは2004年3月から日テレ屋で発売されている。2004年8月13日 - 29日に開催されたアテネオリンピックのメダリストには、アテネの特設スタジオで出演記念としてこのぬいぐるみをもれなくプレゼントした。特に柔道女子78kg級金メダリストの阿武教子選手はズーミンがとても大好きということで、羽鳥の粋な計らいで2体もらった。また、「エンタパラダイス」等の芸能コーナーでインタビューを受けた芸能人・有名人にもプレゼントしている。
占い師の細木数子からは「水色の体毛をオレンジ色に変えたほうがいい」というアドバイスを受け（2004年12月31日放送分）、これをきっかけに体毛がオレンジ色の「ハッピーズーミン（オレンジズーミンとも呼ばれる）」を発売することになった（2005年3月19日に限定500個で日テレ屋および日テレ屋webにて販売、即日完売。その後も2000個限定で販売しこちらも完売となった）。スタジオのセットにもぬいぐるみが飾られていたが、チャーミン（後述）登場後は完全に見られなくなった。
以前は7:00に時報が入っていたので（コーナーの途中だった。ytvも開始当初は入っていたが、2003年の地デジの放送開始に伴い廃止）3秒前になるとズーミンが画面の左上に現れ、3, 2, 1と指でカウントしポーンと時報が鳴るようになっていたが（NTVのみ）、汐留に移転してからは7時の時報が廃止されたのでなくなっている。また、KRYもズーム開始当初から一時期時報を出していた。「ニュースSUPERLIVE（現：「ズームイン!!LIVE」）」中に6:59:55から自社番組「さわやかモーニング」のキャラ「さわ吉」（当時名前無し）が「まもなく7時」のふきだしの後に3,2,1と出て、7時の時報と共に「7時です!」のフキダシが出ていた（こちらも廃止）。
スタジオにはズーミンやハッピーズーミンと共に讀賣テレビのマスコット「テレビヤン」（現在は引退）、「ウキキ」に交代）、札幌テレビのマスコット「スピカちゃん」や北日本放送の「ゆっちゅ」と「めっぴ」、「エチュー」、鹿児島讀賣テレビの山本さんなどの系列各局キャラクターも飾られることがあった。さらに2006年3月25日には東京・新宿での総務省主催の地上デジタル放送の推進イベントに日本テレビ代表としてズーミンが参加した。TBSのマスコット「BooBo」とフジテレビのマスコットの「ラフくん」との他在京キー局のキャラクターとは初めて共演した。
チャーミンとともに雨の日には黄色い雨ガッパを着ていたり、冬場にはマフラーをしているなど、天気に合わせてズーミンのコスチュームは変わっている。またズーミンの着ぐるみは最初は頭が異常に角張っていて稚拙な造りという印象を受けていたが、最近は丸く改良され見栄えが良くなった。
2006年4月1日 - 5月30日まで広島電鉄市内線でズーミン号が運転されていた（主に3系統、5系統で運用）。車両は800形（2代目）。外装はズーミンの絵が塗装されており、内装はズームイン!!SUPERの広告が張ってある。5月5日の放送で特集として西尾と広島テレビの森拓磨と田坂るりの3人で原爆ドーム前 - 八丁堀間を乗車した（この日は連休中で朝の運行時間に余裕があるので貸切だった）。
またこのズーミン号は広電で運用している130両のうち1両しか運用していないのでみかけたり、乗車したと時は幸運を運ぶ電車と呼んでいると田坂が紹介した。5月5日は西尾以外の出演陣、ズーミン、チャーミンは東京のスタジオにのこっていた。
2006年11月には、当時公開されていた映画『木更津キャッツアイ ワールドシリーズ』の主人公、田淵公平の実家兼理髪店の「バーバータブチ」のセット（千葉県木更津市のみまち通り商店街に、期間限定で設置）にズーミンとチャーミンが設置されたことがある。これは、公平を演じたV6の岡田准一をはじめ、映画出演者が舞台挨拶等で本番組を沢山やってくれたことへのお礼として設置されたものである。元々、TVドラマの木更津キャッツアイがTBS系ドラマであったことから、珍しい他局出演ともなった。
2007年4月23日にサタボー（後述）・チャーミンと共に「日テレエコ親善大使」に就任した。8月14日放送分にて同局天気予報マスコットキャラクターである「そらジロー」と初めて共演した（当日夕方の『NNN Newsリアルタイム』でも共演）。
2007年10月22日放送の「名探偵コナン」秋のミステリースペシャル（サブタイトル「テレビ局の悪魔」）にも登場した（｢ウキキ｣と共演）。
2008年より、その年の干支にちなんだ限定キャラが登場していた。2008年にはネズミの格好をした限定キャラ「チューミン」、2009年にはウシの「モーミン」、2010年にはトラの「フーテンの寅ミン」、そして2011年にはウサギの「ウサミン」が登場した。これらの限定キャラは評判が良く、チューミンはネズミの鳴き声「チュー」と「チューズデー」の共通点から火曜日限定キャラとして（チューミンのかぶり物を「ズムサタ」でサタボーが被る時があった）、モーミンは牛の鳴き声「モー」と「木曜日」の「も」の共通点から木曜日限定キャラとして、寅ミンはその後は金曜日限定キャラとして登場した。
また、チューミンとモーミンはグッズが発売されなかったが寅ミンはぬいぐるみが発売された。
『朝!』の放送開始から通算して丁度30年目にあたる特別企画として、日本テレビとしては対極の関係に当たる（読売ジャイアンツを主に扱う日テレに対し、阪神タイガースを主に扱う）デイリースポーツのロゴ内の「デイリー」の「ー」の部分（時折虎や馬の尻尾などになる）をズーミンの尻尾にすることを提案。条件として羽鳥がデイリースポーツの特別記者として阪神タイガースのキャンプを取材、2008年3月3日・4日に放送（日本テレビローカル枠「奥浜レイラのコーナー」を休止）され、裏面ではあったが4日のデイリースポーツのロゴにズーミンが起用された（そのことを紹介した時、羽鳥はジャイアンツのはっぴの上にタイガースのタオルを首にかけていた）。
2009年4月25日に、ズーミンが主役の絵本『ズーミンそらをとぶ』が全国の書店で発売され、同年7月下旬に第2弾『ズーミンとチャーミン こおりのくにをすくえ』、2010年3月5日に第3弾『ズーミンのまゆげのひみつ』、同年8月5日に第4弾『ズーミン おはようはまほうのコトバ』が発売された。第2弾からチャーミン（後述）、第3弾からサタボー（後述）が登場していた。

### チャーミン
2006年3月17日の放送で、ズーミンが「妹がほしい!」というフリップを出したのをきっかけに妹のデザインが決まり、視聴者に名称を募集、その中から4月28日の放送で「チャーミン」という名称が付けられた。さらに着ぐるみも登場している。なお、名称が決まるまでは「妹ズーミン」という仮称がつけられた。ピンク色の体毛でズーミンと同じくお腹には「Z」と描かれている（ズーミンはシャープな感じの「Z」だが、チャーミンはふっくらした感じの「Z」である）。「Z」状のポニーテール（リボン付き）としっぽもあるが、しっぽはズーミンほどはっきりとしていない。西尾をイメージした顔立ちが特徴。誕生日は3月17日。魚座。年齢は人間の年齢で8歳。一人称は「わたし」。ズーミンと違いご当地チャーミンは作られていなかったが、北海道のみ「幸福チャーミン」が登場した。
なお、あまり浸透していないが、ズーミン・チャーミンを合わせて「ズーチャー」と呼ばれている（羽鳥がよくこの名称を使う時があった）。また、後述のサタボーを含め、番組内ではよくコスプレをしていた。

### サタボー
チャーミンの名称が発表されたあと、第3の（ハッピーズーミンも含めると第4の）存在がいることも明らかにされ、「ズーミン」・「チャーミン」のいとこという設定で『ズムサタ』で主に出没することがアナウンスされている。こちらは2006年4月からの番組タイトルロゴと同じ緑色の体毛をしていて、サタボー設定当時の『ズムサタ』の総合司会である藤井貴彦をイメージした顔立ちでサングラス（着ぐるみは「Z」のロゴ入りゴーグル）を着けていてお腹に「ZS」と描かれているのが特徴であり、ズーミン・チャーミンは右羽で「ズームイン!!」のポーズを取っているのに対し、サタボーは左羽で「ズームイン!!」のポーズを取っている（これは藤井が左利きであるからという理由である。ポーズも左手）。「Z」状のしっぽの先端には、番組のタイトルロゴにも使われている矢印（→）が付いている（ばいきんまんのしっぽに似ている）。なお、2006年7月1日放送のズムサタで着ぐるみが初登場し、ズーミン・チャーミンと初共演もした。また、同年7月8日放送の同番組でキャラクター名が「サタボー」に決定した（ドラマ『マイ☆ボス マイ☆ヒーロー』の宣伝に来ていたTOKIOの長瀬智也が応募数の多かった上位5つの中から選んで命名）。グッズは2006年12月23日に発売された。誕生日は4月29日。牡牛座。年齢は人間の年齢で11歳。一人称は「オレ」。当番組放送中のスタジオに人形が置いてあり、画面に映ることも多い。
藤井がピンチヒッターで本番組に出演した時は（着ぐるみの）サタボーも一緒に登場することがあった（サタボーが単独で登場する場合もあったことがある）。
なお、藤井は2010年3月に『ズムサタ』を降板（2日後に開始された『news every.』へ異動、後任は上重聡）したが、サタボーは引き続き登場している。
なお、本番組終了後、サタボーは『ズムサタ』に引っ越しをすることになったズーミン・チャーミンと共演することが最終日（2011年3月31日）の天気予報コーナーで発表された。

### ズーミンの仲間達
ズーミンの絵本に登場するズーミンの友達。一番の仲良しでスカーフ集めが好きなニワトリの「コケ」。みんなのお兄さん的存在なダチョウの「ダーチョ」。氷の村に住んでいるペンギンの「ペン」、お金持ちで意地悪だけど本当は寂しがり屋の「ヤーミン」、普段はツンツンしているが笑顔は可愛いコウモリの女の子の「コウモリン」がいる。また、西尾がデザインしたシルクハットとステッキを持ったキャラクターの名称を視聴者から募集され、「ステッキー」という名称が選ばれた。
なお、コケとダーチョとペンのぬいぐるみが発売されている。

## 番組内コーナー
放送時間は番組最末期のおおよそのもの。生放送であるため、コーナーの開始時間が異なったり、コーナーが前後に交互する場合がある。
| 放送時刻 | コーナー名                                         | 備考 |
| 第1部    | 第1部                                              | 第1部 |
| -------- | -------------------------------------------------- | --- |
| 5:20     | 第1部オープニング                                  | 第1部は当初、マイスタジオ前の映像を合成したスタジオのクロマキーをバックにメインキャスター・コメンテーターが登場して挨拶、最初の話題、ズームイン!!の掛け声を行っていたが、2006年4月から2009年3月まではS4スタジオから羽鳥・西尾が登場して挨拶、マイスタ前広場からの天気予報に続いてズームイン!!の掛け声を行っていた。全編マイスタからの放送となった2009年4月から終了まではマイスタ前広場に出演者が並び、2010年10月から最後の半年間はここでその日のラインナップを3本（3本に満たない場合あり。紹介中は別の曲に変わっている。）と宇井の手書きによる天気のポイント紹介をしていた。BGMは当初なかったが2005年4月以降は本番組のテーマ曲、2006年4月から2010年3月までは日替わりの楽曲、2010年度は天気予報のテーマ曲がBGMとなっていた。 最後はカメラに向かって「ズームイン!!ポーズ」をとっていた。掛け声は『朝!』のように各地の中継には切り替えないことが多いため、「日本全国○曜の朝にズームイン!!」（ただし、祝日は成人の日の朝、海の日の朝などと掛け声が変わる）で羽鳥が「ズームイン!!」の手前まで発言する。その後CMを120秒挟んで、早読み新聞チェックになる。なお、第1部の時間帯は、『朝6生ワイド』から、当番組向けにSTVからパノラマカメラの映像を裏送りすることがある（特に雪の時期、5:20のオープニングで実施）。2008年3月31日よりオープニングのCGを変更。ズームイン30周年のロゴとズーミン・チャーミンが出てくる。2010年3月29日よりオープニングを再変更。ロゴから30周年の表記が外れた。また掛け声も羽鳥が担当することになった。羽鳥が夏季休暇のときと2006年4月から2010年3月までは西尾が掛け声を担当していた。 |
| 5:23頃   | 早読み新聞チェック                                 | 今朝発売の新聞（一般紙、スポーツ新聞）の一面をチェックし、紹介していく。その後、表をひっくり返し中面の注目記事を紹介する。チェックの順番は、スポーツが先で、ニュースが後となっている（まれに、エンタをチェックする場合あり）。2009年3月30日に「早よみ!スポーツ新聞」より改題された。 |
| 5:28頃   | Ui-Chan Weather 全国の天気                         | |
| 5:29頃   | 5:30 HEADLINE                                      | ニュース・スポーツ・エンタ（芸能）ニュースをキャスターの読み上げ（ストレート形式）で伝える。なお、BGMが流れる。西尾が中心にニュースを読み始め、その後羽鳥、西尾の順にニュースを読んでいく。5:38頃にCMを120秒間入れ5:40頃エンタ、5:46頃スポーツという構成になっている。「SUPERフラッシュ」→「ズームイン!!FLASH」→「530ヘッドライン」から改題。 STVは『朝6生ワイド』の1コーナーとして不定期に、KRYは『さわやかモーニング』の1コーナーとして同時ネット。 |
| 5:40頃   | 5:30 HEADLINE（エンタ）                            | KRYは『さわやかモーニング』の1コーナーとして同時ネット。 |
| 5:46頃   | 5:30 HEADLINE（スポーツ）                          | KRYは『さわやかモーニング』の1コーナーとして同時ネット。 |
| 5:52頃   | Ui-Chan Weather 全国の天気                         | |
| 5:53頃   | 【ローカル枠】各地の天気・交通情報                 | SDT等一部系列局では日テレから関東地方の天気予報をそのまま放送する。 CTV 東海三県・静岡遠州地方の天気 |
| 5:55頃   | Goodチョイス!                                      | 森が気になる新聞や雑誌の記事を紹介。羽鳥、が良いと思った話題には手元の「Goodチョイス!」と声の出るボタンを押す。2009年3月30日に「三面見逃さナイッス!」より改題された。 |
| 5:59頃   | あかさたな占い                                     | 宇月田麻裕による占いで、名前の読みの1文字目（あ行、か行、…わ行）をキーとして占う。5時台はランキング形式で各行毎にアドバイス・ラッキーカラー等を発表を行う。BGMはDEPAPEPEの「ブラボー・マーチ」。ハロウィンやクリスマスの時期には画面のズーミン・チャーミンのCGが変更されている（あっちむいてズーも同様）。2008年9月28日以降、6時台での放送ではスタジオ出演者とのかけ合いを強化した。 また、2009年3月30日以前は5時台棒グラフ（背景はCG）で最後にその日一番ラッキーな頭文字（1位がは行ならひなど）を発表していた。読み上げは生放送のスタジオで西尾以外の女性出演者、西尾が行っていた。 占い方が独特なため、2007年3月までは冒頭で出演者の名前を使って説明が入っていた（例：名前がしんいちさんならさ行、ゆかりさんならや行となる）。2007年4月からは視聴者から投稿のあった子供の写真と名前を使っている。5時台ではまれに、エンタ関連コーナーにVTR出演した有名人を使うことも（第1部、第2部共に一部の局では放送なし）。 地上デジタル放送では連動データ放送で確認できる。コーナーを放送していないytvでも連動データ放送を実施しているので見られる。 2009年6月1日より棒グラフの健康運の表示がスマイリーフェイスからズーミンに変更された。 2010年10月4日より第1部は、刺繍バージョンで棒グラフ方式になった。 |
| 6:00     | NNNニュースSUPER                                   | 『NNNニュースジパング』の後枠となる報道部主導の日本テレビ系列朝ニュース枠番組であり、全ネット局が第1部・第2部を通じて“必ずネットを受けなければならない”という拘束力を唯一持っていたパート。内容はストレートニュースである。 |
| 6:10.20  | Ui-Chan Weather 全国の天気                         | |
| 6:13頃   | エンタフラッシュ                                   | エンタ（芸能）の話題を森が、ストレート形式で紹介。 |
| 6:21頃   | ズム☆スポ                                          | スポーツの話題から、その話題をさらに細かく特集するコーナー。各スポーツ解説者のコメントも交えながら、特集していく。2009年3月30日に「スポーツフラッシュ」から改題されたもので、それ以前は第2部のズームイン!!LIVEの後に放送されていた。、CTVでは同時間に「朝イチエンタでChu」に内容を差し替えられている。オリンピック関係の話題のときは「北京☆スポ」（ペキスポ）、「五輪☆スポ」（オリスポ）とコーナー名が変わった。 CTV あっちむいてズー（CTVバージョン）・名古屋で言っちゃえ!ココだけエンタ（-6:30） JRT このコーナーで飛び降り（CM前の天気予報の予告は、当初そのまま流れていたが、現在はJRT出しの1枚絵「このあとも四国放送でお楽しみください」に差し替えられる。） |
| 6:28     | Ui-Chan Weather 【ローカル枠】各地の天気           | NIB 長崎の天気→ビービーズダンス |
| 第2部    |                                                    | |
| 6:30     | 第2部オープニング                                  | 第2部は当初オープニングCGや挨拶、ズームイン!!の掛け声が無く、マイスタ前の映像からすぐ「SUPERヘッドライン」が始まっていたが、程なくして挨拶を行うようになる。この体制は福澤時代が終了するまで行われた。 2003年2月からは麹町本社前の駐車場（汐留移転後は汐留本社のマイスタ前広場）に羽鳥・大桃・辛坊が出てキャスター挨拶を行った後軽めのフリートークを行ってから、羽鳥が「では今日のヘッドラインです」と言って「SUPERヘッドライン」へ進行するようになった（日によってはスタッフロールを流していた）。 2004年10月の放送時間短縮以降はその最後にズームイン!!の掛け声とオープニングCGも挿入されるようになり、この構成が終了まで定着していた。2008年4月からは他の出演者も出てズームイン!!ポーズをとるようになり、2010年10月からの最後の半年間はここでラインナップ1本を紹介していた（BGMは変わらない）。2003年2月以降はBGMを挿入していたが、一貫して本番組のテーマ曲を流していた。 2004年10月以降、最後はカメラに向かって「ズームイン!!ポーズ」をとっていた。掛け声は『朝!』のように各地の中継には切り替えないことが多いため、「日本全国○曜の朝にズームイン!!」（ただし、祝日は成人の日の朝、海の日の朝などと掛け声が変わる）で羽鳥が「ズームイン!!」の手前まで発言する。その後すぐに、ZOOM NEWSになる。第2部のオープニングは第1部と同じであるが、日によっては「○○に向かってズームイン!!」という掛け声で1ヶ所の短い中継（「新とくちゅー」の中継場所や、日テレもしくは系列局のお天気カメラからの映像）が入ることがある。 |
| 6:31頃   | ZOOM NEWS                                          | 5:30HEADLINEと同じ形式でニュースを取り上げる。ただし、内容によっては中継を行う場合がある。「SUPERヘッドライン」→「けさのヘッドライン」→「630ヘッドライン」→「6:30 HEADLINE」から改題。2010年9月6日以降は6:36頃からはフラッシュでニュースを伝えるようになった。改題後は、注目のニュースをピックアップする「CHOICE（チョイス）」が始まった。 |
| 6:37頃   | イップンシンブン                                   | 朝刊の一面や社説、注目記事を1分間紹介・解説するコーナー。縦式モニターに記事が表示されている。番組開始当初の新聞コーナーは5時台に「新聞ナナメ読み」、6時台に「新聞のミカタ」という2種類のコーナー名があったが、2006年4月3日から統一された。第2部は2008年10月 - 2009年3月に「まる読み新聞のミカタ」という名称で「まる読みエンタ」と統合されていた。2010年4月以降は「シンブンノミカタ」とカタカナ表記されるようになり、10月4日より改題された。（新聞休刊日は休止。但し、月曜日が休刊日の場合は日曜日の新聞を使用するため、通常通り行われる。） |
| 6:38頃   | イッポン!                                          | その日のコメンテーターが注目の新聞記事を紹介する。（金曜日の池上不在時は羽鳥が進行） |
| 6:43頃   | エンプレ 〜Entertainment Press〜                   | エンタ情報を詳しく紹介するコーナー。前身は「まる読みエンタ」。2008年10月 - 2009年3月に「まる読み新聞のミカタ」という名称で、第2部の「新聞のミカタ」と統合されていた。 ytv 関西の天気・けさの朝コレトピックス・ズムなぞ（-7:00） |
| 6:45頃   | シンチャク                                         | 2010年10月4日より開始。 |
| 6:48頃   | 急上昇↑                                            | 2010年3月29日より開始。Yahoo! JAPAN、Google、Amazon売り上げ等の急上昇ワードランキングから一つをピックアップし、その物事を解説する。 CTV 名古屋で言っちゃえ!ココだけエンタ・きょうのオススメ曲（-7:00） FBS 【月・火・木・金】今朝の紙面・天気予報・ローカルコーナー（-7:00）【水】今朝の紙面・天気予報（-6:56） |
| 6:53頃   | Ui-Chan Weather 【ローカル枠】各地の天気           | STV 中継・ニュース・天気予報・占い（-7:00） |
| 6:54頃   | あかさたな占い                                     | 6時台は各行の占いの内容を棒グラフ風に示した上で、健康運・仕事運・愛情運の順に発表後、最も運気のいい行を発表して最後にラッキーカラーの発表をまとめて行う。6時台は「あっちむいてズー」を除いて全てお天気カメラをバックに棒グラフなどのCG画面（デジタル放送では左右のどちらかにズーミンとチャーミンがいて、内容が変わるたびに横切って場所を移る。横切るときはアナログ放送でも姿が見られた。）を表示していた。2008年9月28日以降、6時台での放送ではスタジオ出演者とのかけ合いを強化した。また、2009年3月30日以前はランキング形式だった。読み上げは生放送のスタジオで西尾が行っていた。 2010年10月4日より第2部放送時のCG画面がリニューアルし、ズーミンとチャーミンが島を探検する様子をバックに「LUCKY」（2位と3位）→「NORMAL」（4位-7位）→「BAD」（8位と9位）→「GREAT」(1位)→「SORRY」(10位)の順に紹介するようになった。 HTV カープ朝メシ前（カープのホームゲーム翌朝と月曜）・赤い鯉人たち（試合のない火曜）・気になるスタジアム情報（試合のない水曜 - 金曜）（-7:00） |
| 6:54頃   | あっちむいてズー                                   | 第2部の「あかさたな占い」と「TOKYO HIT CLIP」の合間に挿入されるミニコーナーで、ズーミンが上下左右どれを向くか当てるというもの（右下にはスタジオ出演者がどれを向くかを予想しているワイプ画面も出していた）。2010年9月までは羽鳥と西尾が歌うバージョンが流れていた（2007年4月からはデュエットバージョンも流れていた）。なおこのコーナーの時間帯をローカル差し替えするCTVと2008年9月までのHTVは自社で送出していた。2010年10月4日からは歌い手がHARUに変わり、曲が多少短くなった｡ |
| 6:56頃   | TOKYO HIT CLIP                                     | 流行の物事をVTRを交えて紹介する。 2005年4月に、同時刻で放送されていた「流行りダネ」の月曜コーナー・「東京HOT!スポット」として開始。2008年4月に「東京HOT!スタイル」に改題。2009年9月までは西尾の担当で、同10月に宇井が初登場。2010年3月29日よりコーナータイトルを変更し、「流行りダネ」を置き換えて週通しのコーナーとなった。 |
| 7:00     | this morning                                       | 昨日から今朝にかけてのニュース・スポーツ・エンタの項目を2〜3分間で伝える。NEWS ZEROの「24H」と同様のスタイル。BGMはLADY BiRDの「Iris」。（重大ニュースがある場合は休止。） 6時台差し替え局が飛び乗る。 |
| 7:04頃   | zoom+（ニュース）・ギモン。（ニュース解説）        | ニュースや話題を伝えるコーナー。「ニュースSUPERLIVE」（番組開始〜2005年3月）→「ズームイン!!LIVE」（2005年4月〜2010年3月）→「7:00 NEWS」（2010年4月〜9月）から改題。生中継を多く結ぶのも特徴。月曜・火曜は橋本、水曜は宮島、木曜は水島、金曜は池上が「キーワード」としてニュース解説する。2009年3月30日からは「ズム☆スポ」を統合しスポーツニュースも伝えるようになった（「ズム☆スポ」は第1部の「スポーツフラッシュ」枠に移動）。 日によっては、FLASHニュース終了後に各地の話題を中継で伝える。コーナー名称はないものの、HPでは「新とくちゅー」として紹介されている。この時に羽鳥が「ズームイン!!」ポーズを取り、同時に『ズームイン!!朝』からの伝統である鳥の鳴く画面の切り替え音が鳴っている。またMMT・KNB・HTVは事件・事故に関係なくHDで中継を結んでいる。 |
| 7:18頃   | Ui-Chan Weather 【ローカル枠】各地の天気・交通情報 | MMT ミヤテレ DE ズームイン!! ABS さきがけABSニュース CTV 新聞見出しチェック ytv 関西の天気 HTV ズーミンとCCダンス、広島の天気 NIB 週間プレゼントコーナー・天気予報 |
| 7:20頃   | ニュースジャーナル「SomoSomo」（月 - 木曜）        | 注目の話題を「そもそも」をキーワードに追求する｡木曜日は西尾がニュースの現場を歩く「ニシオ､アルク。」を放送｡（重大ニュースがある場合はコーナーは休止。） ytv ズムスペ・おしえて辛坊さん・朝コレ芸能トピックス・関西の天気（「SomoSomo」VTR終了後 - 7:59） |
| 7:20頃   | 池上彰の3DOORS（金）                               | 2010年4月2日から始まった池上独自のニュース解説コーナー。気になるニュースを3つのキーワードで解説する。池上不在時は基本的に放送されないが、事前に収録された特別版を放送することがある（2010年10月からは、池上のスタジオ出演は不定期となった、また当コーナーを休止して「SomoSomo」を放送する場合もある）。 |
| 7:23頃   | Zoom Sports                                        | |
| 7:27頃   | マルQ（月 - 木曜）                                 | 2009年3月30日から始まった特集コーナー。日常の疑問に思った話題をとことん追求していくコーナー。内容は経済・料理・流行など幅広く扱う。（「エンパラ」特別企画が放送される場合当コーナーは休止になる） |
| 7:27頃   | ズーム流（金）                                     | 2009年4月から始まった特集コーナー。各地の話題（主に人間ドキュメント的な内容）を中心に紹介する。なお、マルQ、ズーム流共に8月6日が平日に当たった場合はHTV製作の原爆追悼特集が組まれる。 |
| 7:40頃   | Mr.e（月）                                         | 2010年10月4日から始まった日替わりエンタコーナー。ズームエンタ班が旬の現場に突撃取材する。 |
| 7:40頃   | SHOWBIZ PLANET（火）                               | 2010年10月5日から始まった日替わりエンタコーナー。海外の最新エンタ情報を紹介する。 |
| 7:40頃   | かがやきビト（水）                                 | 今話題の人物を駒村多恵がインタビューするコーナー。開始当初は6時台の「流行りダネ」コーナーのひとつであったが、2010年3月同コーナー終了により現時刻に移転。 2008年3月5日の放送ではズームイン30周年企画（ゲスト：島田紳助）として羽鳥慎一がインタビューを担当した。同年4月2日に「週刊イマジン」から改題された。 |
| 7:40頃   | バードウォッチング（木）                           | 羽鳥慎一が渋谷にいる10歳代後半〜20歳代前半の女性（いわゆる「女子」）に街頭アンケートをするコーナー。 |
| 7:40頃   | エンパラ（金）                                     | |
| 7:46頃   | エンパラ                                           | エンタ情報を詳しく紹介。ドラマの特集なども組まれたりする。また、このコーナーの姉妹番組として2004年10月から1年間、日テレローカル番組として『エンパラナイト』が放送されていた。2007年10月1日に「エンタパラダイス」から改題された。 |
| 7:52頃   | みんなのカメラ                                     | 視聴者から投稿されたおもしろ写真を紹介する。動物系の写真も多く紹介されるが、「ズムサタ」で既に「アニ★スタ」というペットの写真を紹介するコーナーがあり、内容が一部重複している。（時折、投稿者と生中継を結ぶことがある。ただし、重大ニュースなどがある場合は休止）なお、大賞等の選出は行われず、純粋な投稿紹介形式にとどまっている。 STV ニュース・天気予報（-8:00） CTV 名古屋で言っちゃえ!ココだけエンタ・芸能こぼれ話（-8:00） |
| 7:56頃   | ズーミン&チャーミンとズームイン                    | 開始当初は7:40頃の10秒間の提供クレジット枠を使って放送。 着ぐるみのズーミン・チャーミンが幼稚園など様々な場所に出向き、子供たちと一緒にスポーツや遊戯などをした後、全員で一緒に「ズームイン!!」のポーズをするコーナー。なお、緊急時や次のコーナーで特別企画がある場合は、コーナー告知等に差し替えられるため放送されない日もある。 撮影カメラは各局で異なり、日本テレビ取材の関東の幼稚園訪問の映像は標準画質で、福岡放送取材の福岡・佐賀の映像はHD画質。その福岡・佐賀の取材では、ズーミンの着ぐるみはFBS独自のものを使用している（チャーミンの着ぐるみは無し）。 関東地方での取材では原則ズーミン・チャーミンが一緒に出向く。また地方に出張して収録する時はズーミン単独となる場合が多い（関東地方の収録でもたまにある）。 2007年11月5日から、月曜 - 木曜は新コーナー「ズムこく」が放送されているため、金曜のみの放送。その後「ズムこく」を金曜にも放送するため、2008年3月28日の放送（埼玉・草加市ルミ幼稚園で収録）を最後に7時台の放送を終了し、3月31日からは6:40頃の提供クレジットの際に5秒間だけ放送されていたが、4月下旬頃からまた放送時間が変わり、7:20頃の「エンパラ」告知終了後CM前に放送されている（3月31日の放送から、子供たちとの遊戯の部分は省かれている）。尚、6月2日から1週間はエコウィーク関連のミニ企画を放送のため休止した。 12月12日の分は、番組内容の都合で7時55分に繰り下げられた。その後12月15日の分から同時間帯（エンディング前）に移行された。 2010年の動向に関しては前年と同様、幼稚園勢の出演は週2回程と少なく、ときには「ママ鉄ブーム」の刺激による鉄道博物館や、楽天イーグルスの本拠地クリネックススタジアム宮城等での収録もあった。また、幼稚園勢にはカウントされない保育園での収録は2月と4月に実施済みである。また、幼稚園勢としては福岡市内の幼稚園（2011年2月分のみ大牟田市の白川幼稚園）が出演していた。        |
| 7:59頃   | 全国の天気・エンディング                           | 出演者がマイスタ前広場に出て、気象予報士が全国の天気を伝えた後に「（それでは皆さん）ご一緒に、ズームイン!!（福澤時代は「それでは皆様ご唱和ください! ズームイン!!」）」と言って締めくくる。その際には、「皆さん良い一日を! ズームイン!!SUPERまた明日（来週）」のテロップがズーミン・チャーミンのCGとともに表示される（表示されない場合もあった）。また、『ズムサタ』ともども『朝!』時代からの伝統として、学園祭の告知などでやってきた観客や、夏休みや振替休日でやってきた子どもたちと一緒に「ズームイン!!」ポーズを取って終わる日もある。2007年4月から2010年5月までは、金曜日のみ全国の天気を伝えた後、翌日の『ズムサタ』の予告をしていた。 2006年4月3日 - 7月14日（祝日以外）は一部コーナーの順番が変わり、ズームインジャパン（特集）→全国の天気→コラム→EDとなっていた。4月3日の放送のみ後枠『スッキリ!!』（同日開始）に向けて「スッキリ!!に向かってズームイン!!」と声をかけていた。一部局では他番組を放送する都合上この部分をカットし、ステーションブレイクを挿入していた。 それ以降のエンディングは羽鳥が「それではズームイン!!SUPERまた明日（来週）です」と言う素っ気ない形でコラムの展開によっては挨拶なしで終了する場合もあったが、2006年7月18日から再び「ズームインジャパン」とコラムの時間移動が行われ、EDで「ズームイン!!」を行う2006年3月までの形式に戻っている。 2010年9月1日の放送では、休暇中の羽鳥の代わりに番組を締めることになった西尾が「それでは皆さんご一緒に、ズームイン!!」と言うところを、「日本…、あっ、何でしたっけ!?」と言ってしまった。そして他の出演者全員が「ズームイン!!」のポーズをする中、西尾だけは前屈みになって顔を隠したまま番組が終了してしまった。 2010年12月3日の放送では、天気が雨でしかも広場に出られない状態になったためスタジオでエンディングとなった（過去にも有り）。 ytvはここで全国ネットに戻る。 |

## ローカルコーナー
局によっては一部のコーナーが地元向けのコーナーに差し替えられる。特に、STV札幌テレビ・CTV中京テレビ・ytv読売テレビは他のローカル局と異なり、独自コーナーを多く設けるため、本番組本来のコーナーの所々が放送されない。いずれの局も、ローカルパート部分で全国放送の生中継など、裏送り参加を行う場合もある。ただし、重大ニュースなどがある場合は、下記の差し替え内容とは異なる場合があった。
日本テレビ側でもこの事例を見越してか、アイキャッチ部分からの差し替えができるようにコーナー終了後に「続いては●●（コーナー名）です」ではなく「続いてはこちらです。」のきっかけ台詞を用いるようにしていた。

### STV
※2006年4月3日からは、『朝6生ワイド』を事実上8:00まで延長、ステーションブレイクせずに『スッキリ!!』がスタートしたので、東京からのエンディングの挨拶が重大ニュース放送などの編成上の理由によるローカルコーナー休止時しかネットされなかった（ただ、東日本大震災発生による関連ニュース放送となった2011年3月14日 - 31日は東京からのエンディングがネットされ、31日の最終回での羽鳥・西尾によるお別れの挨拶を北海道地方でも視聴することが出来た。なお、後継番組『ZIP!』の東京発のエンディングは、開始当初からネットされている。『どさんこワイド朝』は2023年3月31日まで6:58終了、『ZIP!』が9:00まで延長された4月3日以降は状況により一部コーナーを差し替えて7:55終了。）。
おでかけズーム
2005年7月15日以前は月曜〜木曜7:38〜のコーナーを差し替えて、北海道のニュース・天気・Dr.コパのおでかけ風水などを放送していた。また、金曜日は放送しない代わりに天気・交通情報のL字が表示されていた。2005年7月18日より7:53〜7:59に移動、金曜日も放送されることになり、中継・天気・ズーミンとズームイン!!（北海道版、5秒間のみ）・おでかけ占いランキング（STV独自、6時台のローカル枠でも放送）を放送している。なお、現在は「ニュース・ファイターズ情報・天気予報」を放送。
ファイターズ情報
北海道日本ハムファイターズの試合結果などを放送。

### MMT
ミヤテレDEズームイン!!
ミヤテレ応援隊のSPLASHが1週間一市町村にズームイン!!旬な話題を取材VTRで放送するコーナー

### ABS
さきがけABSニュース

### CTV
※6時台では「エンタフラッシュ」終了後から6:30「第2部オープニング」の前までと「シンチャク」終了後から7:00「this morning」の前までを差し替えている。
朝イチエンタ DE Chu・まるごとエンタ DE Chu・新聞見出しチェック・芸能こぼれ話
名古屋で言っちゃえ! ココだけエンタ・新聞見出しチェック・芸能こぼれ話
当日のスポーツ新聞の芸能欄と、注目芸能ネタを芸能リポーターと共にチェックする。
※CTVのローカル枠は、すべて前番組『おめざめワイド』の出演者によって進行。
※2008年7月7日より上記の枠に加え「ズムとく!」終了から8:00の番組終了までを差し替えるようになり、このため「ニュースのカナメ」やマイスタのエンディングは中京エリアでは見られなくなったが、2009年1月5日より「ズムとく!」終了からの差し替えコーナーを取りやめ、再び「ニュースのカナメ」やマイスタのエンディングが見られる様になった。だが、春の改編の前の週となる3月23日から再び差し替えるようになり、また、マイスタのエンディングは見られなくなっている。 ただし3月27日（金曜日）は「ニュースのカナメ」とマイスタのエンディングは放送した。
※前番組の『おめざめワイド』と統合するような形で、2009年3月30日より『ズームイン!!SUPER』を5:20からのフルネットを開始したものの、『おめざめワイド』の流れからか日テレからの6時台のネットはNNNニュースSUPER・全国の天気・エンタフラッシュ・第2部オープニング・ZOOM NEWS・イップンシンブン・イッポン！・エンプレ・シンチャクに留まり、それ以外の6時台はCTVから内容を差し替えて放送している上、7時台では引き続き「みんなのカメラ」とマイスタのエンディングは見られない様子であるが、祝日と日と東京からの内容によっては差し替えを行なわず、そのままマイスタのエンディングを放送する事もある。

なおCTVのローカル枠でエンディングを放送する場合は（ローカル枠のままステーションブレイク無しで『スッキリ!!』に接続する）自社送出にて画面左下に「制作著作 日テレ」のテロップ表示している。 また、エンディングの「ズームイン!!」のかけ声は行われない。
とはいえ『ズームイン!!SUPER』をフルネットしている中でも東京からのマイスタのエンディングをCTVのローカル枠に差し替えるケースは異例である。

なお、中京テレビから放送されるのは時間尺の関係からか『東海三県・静岡遠州地方の天気（5:54頃）』『あっちむいてズー（6:22頃。ただし後ろを手羽先やシャチホコが動き回る独自アニメーション）』『名古屋で言っちゃえ! ココだけエンタ（6:23頃・6:48頃・7:53頃）』『きょうのオススメ曲（6:59頃）』『新聞見出しチェック（7:18頃）』『芸能こぼれ話（7:57）』とCTVアナウンサーと東京の芸能リポーターによる芸能コーナーのみに特化しているのが特徴。
『ズームイン!!SUPER』を終了して、『ZIP!』が開始するのを機に自社制作番組『おはZIP!』を5:20 - 5:50にて立ち上げることになった。事実上『ズームイン!!SUPER』の終了を機にローカル番組を復活する形をとった。

### ytv

#### ズームイン!!関西
2006年7月、放送枠としては『SUPER』のフルネットとなったものの、実際のところは『ズームイン!!関西』と称し、6時台を中心に自社制作番組であった『はやおきNEWS ゲツキン!』の流れを汲んだローカル編成が目立っていた。特に2009年3月30日以降は大平サブローを再登板、さらに浅越ゴエ、月亭八方、小籔千豊を主軸としたメンバーで番組を展開していた。
※2009年9月以降、『す・またん』直前までの全国の天気(5：52頃)からズームイン!!LIVEまでのytvにおける番組編成の流れ
全国の天気→読売テレビからおはようございます→きょうの注目ニュース！→関西のニュース→関西の天気→NNNニュースSUPER→CM→関西の天気(月・火は「サブローの超タメになるお天気！」)→CM→朝から生中(不定期)→第2部オープニング→630ヘッドライン→CM→新聞のミカタ→CM→エンプレ→曜日別企画→ズームイン!!LIVE
2009年3月までは、木曜日は新聞のミカタ→バードウォッチング→天気→アニパラ→ズームイン!!LIVE （太字は全国枠の内容）で放送していたこともある。
ウル虎SPORTS→SPORTS625
解説には佐野茂樹、ストリークほか
アニパラ
かわいい動物・ペットをご紹介。
ニュース&スポーツあーだ!!こーだ!!
コメンテーターには、大平サブロー、月亭八方、浅越ゴエ、小籔千豊、宇都宮まき、山田美保子。
関西うまいもん図鑑
毎週、「うまいもん」のテーマを設定し、月曜から金曜まで、テーマに沿った関西の絶品料理を続々紹介。
いいことあるといいね
関西の幼稚園や小学校の子どもたちに最近あった「いいこと」をインタビューする。
- - 視聴率の改善と番組の知名度向上を図るため、2008年春からは番組宣伝を強化したり、ローカル枠内で現金5万円プレゼント（期間限定）を実施している。また羽鳥自身も番組の宣伝をかねて読売テレビ制作の情報番組にゲスト出演している（後述）。
  - 2006年11月23日の勤労感謝の日は全国ネットで京都からの紅葉中継を行い、羽鳥・西尾と共にytvアナウンサーも全国ネット枠に出演したため、5:20からほとんどのコーナーで日テレと同じ内容を放送した。そのため、読売テレビ企画コーナーはすべて休止され、関東地方のローカル天気もそのまま関西で放送された。その翌日は前日もしくは翌日のズムサタでも京都から紅葉中継をする影響か、天気予報・占い・ローカルニュースのみを差し替えて放送した（読売テレビ制作のコーナーはすべて休止され、エンタフラッシュ・スポーツフラッシュもネットされた）。
  - 2007年5月31日は陣内智則・藤原紀香の結婚披露宴のニュースを伝えるため、6時台のエンタフラッシュ、まる読みエンタをネットした。しかし、それぞれのコーナー終了後、即読売テレビに接続されてウル虎!Sportsなどが始まった。
  - 2007年9月13日は前日の安倍晋三総理大臣辞任のニュースを中心に630ヘッドラインなど全国ニュースの時間帯が拡大されたため、ズームインシアターを休止し、ウル虎!Sportsを通常より短縮して放送した。
  - 2007年11月23日の勤労感謝の日は昨年と同じく全国ネットで京都からの紅葉中継を行ったため「あかさたな占い」「エンタフラッシュ」「スポーツフラッシュ」のみ差し替えられ、普段ネットされない「パラパラマガジン」「まる読みエンタ」がネットされた。
  - 2008年4月3日は全国ネットで京都嵐山から桜の中継を行ったため、6時台前半の差し替えを短縮し、また、「バードウォッチング」が大阪から放送したため、特別にネットされた。そして中継後、羽鳥は（関西地区の視聴者に向けて）『ズームイン!!SUPER』の番組告知をするため、読売テレビ制作の情報番組「なるトモ！」「情報ライブ ミヤネ屋」にゲスト出演した。
  - 2009年12月1日は読売テレビがストライキに入ったため、アナウンス部長である森たけしがローカルコーナーに出演したが、本番中にズーミンの着ぐるみの頭部分を興味本位で外すという失態を犯した。

#### 朝生ワイド す・またん!&ズームイン!!
差し替えが目立つ編成にたびたび苦情が出ていたことや、視聴率が好転しなかったことを受け、2010年3月29日の改編からは第1部のネットを打ち切り、当該時間帯は『朝生ワイド す・またん!』を放送する。殆どの番組表では『す・またん!』に内包扱いされている。こちらに出演する辛坊治郎と森たけしが、本番組のローカル枠も担当することになった。また、アシスタントには虎谷温子と川田裕美の読売テレビ女性アナウンサーコンビが起用される。これにより辛坊はスタート時から担当していた全国パートのレギュラーからは降板となる。また、第2部に関してもローカル編成部分が増加するため、日本テレビからの本放送そのものはネットスポンサーの付くゾーンを除いてほとんど視聴できなくなる。読売テレビがその部分で全国放送の中継などを行う場合は、日本テレビへ向けての裏送り参加となる。
けさの朝コレトピックス（6:48頃）
今朝はコレだけ知っておけば大丈夫！という情報(主にニュース中心)を紹介する。
ズムなぞ（6:56頃）
視聴者から投稿されたなぞなぞを紹介するこのコーナー。問題の難しさにイライラする視聴者も。
ズムスペ（7:24頃）
関西ローカル独自の特集コーナー。
おしえて辛坊さん（7:34頃）
視聴者の疑問を辛坊がわかりやすく解説する。「おはよう子どもニュース」より改題。
朝コレ芸能トピックス（7:44頃）
最新の芸能情報を芸能リポーターがわかりやすく解説。
※2010年10月以降のズームイン!!SUPER（第2部）のytvにおける番組編成の流れ
第2部オープニング→ZOOM NEWS→イップンシンブン→イッポン!→CM→エンプレ5秒告知→CM→関西の天気→CM→けさの朝コレトピックス→CM→関西の天気・ズムなぞ→this morning→zoom+→CM→関西の天気→ニュースジャーナル「SomoSomo」→ズムスペ→おしえて辛坊さん→CM→朝コレ芸能トピックス→CM→（途中、7:48頃に日テレから全国の天気）→CM→関西の天気→CM→朝コレ芸能トピックス→全国の天気・エンディング
- 上記のように第2部はオープニング・ZOOM NEWS・イップンシンブン・イッポン!・this morning・zoom+・ニュースジャーナル「SomoSomo」（月曜日〜木曜日のみ）・エンディング以外はytvから内容を差し替えて放送されている。また視聴率も伸び悩んでいることから番組構成の変動が非常に激しい。

- さらに、2010年7月11日の特別番組において、7月12日以降は全国ニュースを放送する部分以外は完全に関西ローカルとなることが発表された。そのローカルパート部分に読売テレビが全国向けの生中継をしたり、企画VTRなどの放送がある場合は裏送り放送となる。ズームイン!!SUPERの普段、ニュースコーナーではない所にニュースが内包された場合、読売テレビがネットするかどうかは不明。
  - 2010年11月23日の勤労感謝の日は、紅葉中継の形が変更され、吉田奈央、国木田かっぱが銀閣寺からの生中継で、マルQの中での紹介となった。読売テレビでは、普段ネットしていない直前のSomoSomoのVTR終了後のトーク、Zoom Sportsも含めネットされた。しかし、マルQ終了後、即関西ローカルに切り替えられた。
- 2011年3月14日は、3月11日に発生した『東日本大震災』の情報を伝えるため、約1年ぶりに辛坊が全国パートに出演したため、読売テレビでは、す・またん!を休止し、ズームイン!!SUPERを第1部から、同時ネットで放送された。
- 2011年3月30日は、第2部は、東日本大震災に関してのニュース、そして『す・またん』で普段放送されていない「羽鳥アナのバードウォッチング」の総集編を拡大して放送したため、コーナー差し替えを中止し番組終了まで同時ネットで放送された。第1部は、この日もNNNニュースSUPER以外非ネット。

### HTV
2010年より試合の有無に関わらず、天気コーナー以外すべて広島東洋カープ関連のコーナーとなる。それ以前は小学校や高等学校の部活動を取材するなど、子供たちのインタビューを紹介するコーナーが多かった（下記参照）。ローカルコーナーのタイトルロゴは基本的に当番組の現行ロゴに似せている。
6：55のコーナー
カープ朝メシ前!!
カープの試合情報を伝える。前年度の「カープズームZoom情報」の流れを受け継ぎ、元カープ選手で広島テレビ解説者の池谷公二郎の解説を交えながら、前日の試合を振り返る。その試合内容に応じて良かったプレーには「よっしゃ」または「大よっしゃ」と書かれた金の扇子を掲げ、悪かったプレーには「しょんぼり」または「大しょんぼり」（青地に白色で池谷の涙ぐむ顔のイラストの風船を池谷が験担ぎによってそれを割る）のどれか1つを出す。冒頭のBGMは、カープズームZoom情報に引き続き「プロ野球いれコミ情報」に使われていたものを流用している。
赤い鯉人たち
試合がない火曜日に放送する。カープを愛し続けるファンや広島県民の熱い思いを紹介する。
気になるスタジアム情報
試合のない水曜〜金曜で放送。MAZDA Zoom-Zoom スタジアム広島のショップ情報や、最新のカープグッズを紹介する。

#### 過去のコーナー
ズムトピッ!
スタジオからローカルニュースを1項目伝える。アナウンサーは女性がシフト勤務。2008年10月6日から、6時28分頃のローカル枠で天気予報との前に放送。『ズムトピッ!』のロゴは当番組のロゴに準拠。
ひろしま ぐっとスポット（月曜のみ）
6時50分の日替わりコーナー枠で月曜のみ放送される。ズームイン担当の西名が出演。生活情報と広島県内（殆どが広島市内かその近郊）のおすすめスポットをVTRで紹介。
スマイル天気
6時56分頃のローカル天気予報を土曜日午前に放送している『子育てんき』のフォーマットで放送。この時間のみBGMが独自のものとなっている。
あつまれ ズームワン!!
7時26分頃。視聴者からの応募受付でペットを紹介するコーナー。2008年10月6日から。
ねぇズーミンちょっと聞いて!（2008年10月3日で終了）
広島県内の小学校を訪問し、出されたテーマに小学生が答えるコーナー。6:28と6:53頃に2回放送する。6:28頃放送は他系列局が天気予報を放送している時間帯、6:53頃放送はあかさたな占い・あっち向いてズーの時間帯なので、このようなコーナーは別に朝のニュース番組でやらずに夕方の『テレビ宣言』でやって、天気予報やズームイン!!SUPERのコーナー（きょうのあかさたな占い第2部・あっちむいてズー）などをネットしてほしいという声もある。但し読売テレビのローカルコーナーとは違い極端な批判の声はなく、このコーナーが直接広島地区の視聴率に響いていないので（広島地区の順位は第1位が『朝ズバッ!』（RCC）、2位が『ズーム』（HTV）で第3位が『めざましテレビ』（TSS）、2008年10月3日まで続けられた。2007年2月5日分よりハイビジョン製作となった（但し全国ネットの中継を標準画質で行うときはこのコーナーも標準画質での放送となる）。
VTR前の案内(インタビューした学校の告知など)は、天気予報と同じキャスターが天気予報と同じスタジオから放送するが、広島から全国中継がある場合は、天気予報担当のキャスターが中継先から案内した。
同年4月からは『あっちむいてズー』のみ放送を開始し、天気予報の時間を短縮した関係で音楽と自動音声だけになり、インタビューした学校の告知も子どもの声であらかじめ録音したものを使用するようになり、キャスターの出演がなくなった。
ズーミン5（FIVE）キーワード（2008年10月3日終了）
2007年4月からスタートした新コーナー。月曜 - 金曜まで毎日キーワードを出題し、5つの単語を完成させるというもの。正解すれば抽選で毎週3名にズーミングッズをプレゼントする。放送時間は7:24頃なので、天気予報は解説付きではなく、天気カメラと音楽に載せて放送することになる。
クラブdeズーミン
広島県内の高校（1週間で1校）を訪問し、クラブ活動の様子などを紹介する。一部は天気予報にあわせて放送。この場合のBGMは月によっては全国の天気と異なり、Jポップ系の様々な楽曲が使われる場合がある（2009年7月以降は全国と同じ）。2010年3月26日で終了。
カープズームZoom情報
カープ情報を伝える。6:54頃から毎週月曜日と地元ゲームの翌日・春季キャンプ期間中に放送。2009年8月頃から月曜のみ「エンプレ」も差し替えて拡大している（「エンプレ」の予告はそのまま放送）。
冒頭のBGMはかつて前身番組の「プロ野球いれコミ情報」末期に使われていたものを流用。
シーズンオフの2009年12月から2010年1月11日までは休止して日本テレビからのコーナーを同時ネットしていた。
ズムコレ!!（『カープズームZoom情報』がない場合の金曜のみ）
6時50分の日替わりコーナー枠で金曜のみの放送。内容は「ひろしま ぐっとスポット」と同様広島市内を中心としたグルメスポットを紹介。
ズーミンとCCダンス
7時16分頃。MAZDA Zoom-Zoom スタジアム広島で5回裏に行われる「CCダンス」を、ズーミンの着ぐるみと広島県内の幼稚園・保育園の園児たちが踊るコーナー。

### FBS

#### 終了時点のコーナー
ズームイン!!ちゃんねる
最近のトレンドについての取材。
突撃!ズーミン
FBSのズーム担当リポーター（奥田美香子または、福岡竜馬）が最近の話題について街頭インタビューを行う（毎週月曜日）。
突撃HAWKS!
ホークスの選手に突撃インタビューを行う（毎週金曜日）。

#### 過去のコーナー
ズームイン!!HAWKS
前日のホークスの試合をコメンテーターと共に分析するコーナー。
ズーミンじゃんけん（日によっては「チャーミンのじゃんけん玉手箱」）
運試しコーナー。「あっちむいてズー」のじゃんけん版（歌・振付はなし）。また、当然のことながら「あっちむいてズー」はFBSではOAなし。
※2006.9 - 2007.9までは、前番組の『朝ドキッ!九州』の担当アナウンサー（浜崎正樹・舘恭子または松井礼明・吉本いく子）とコメンテーター（山本華世または、若菜嘉晴または、島田誠）が引き続きスタジオ進行を行っていた。
現在、天気予報は全国の天気を含めてほぼ全て差替え。そして、TOKYO HIT CLIPは、水曜日のみ同時ネット。

### NIB
ビービーズダンス
局キャラクターの「ビービーズ」と長崎県内の子供たちとがダンスを踊る。
長崎HOT!スポット
島田啓子が長崎県内の今、最も旬なアツいスポットを紹介するコーナー。

### KYT
ズムかご
県内各地に出向いて街頭インタビューをしたコーナー、2007年頃から番組終了まで6:29から1分間放送。

## 以前放送されていたコーナー
コーナーの放送時間順
- イチバンニュース
- 早よみ!スポーツ新聞
- SUPERフラッシュ→ズームイン!!FLASH
- 新聞ナナメ読み（→2006年4月に「新聞のミカタ」に統合）

朝刊の注目記事を紹介・解説するコーナー。もともとは辛坊が読売テレビの『あさイチ!』で担当していたコーナーであった。辛坊が当番組へ異動後、同番組では時差ネットする形でコーナーを存続していた（詳細は『あさイチ!』の概要を参照）。2006年2月までは、第2部でも放送されていた。
- プレミアエンタ（2005年7月 - 2006年3月）
- スポーツヘッドライン（2001年10月 - 2006年3月）
- 東京旅物語（2001年10月 - 2006年3月）
- 東京ぐるっとグルメ（2006年4月 - 2008年9月）
- おしゃれアンテナ（2006年4月 - 2008年9月）
- やってみてDO!（2006年4月 - 2008年3月）→やってミラクル（2008年4月 - 2009年3月）
- ゆらりきれい旅（2006年4月 - 2008年3月）→旅ドキッ!（2008年4月 - 2009年3月）
- 三面見逃さナイッス!（2006年4月 - 2009年3月）

現在の「Goodチョイス!」の前身、一時、第2部でも放送。
- World REPORTERS（2010年4月 - 9月）

金曜日に不定期で放送していた。
- 速報!エンタ村（2001年10月 - 2002年3月）
- 福澤新聞・大桃新聞（2001年10月 - 2004年12月）
- 早読みマガジン（→2006年4月に「パラパラマガジン」に改題）
- スポーツ一刀両断（2001年10月 - 2006年3月）→スポーツフラッシュ（2006年4月 - 2009年3月）→2009年3月に「ズム☆スポ」と統合。
- いいものみつけた→いいもの→あずコレ→いいMONO見っけ（2006年4月 - 2009年3月）
- SUPERヘッドライン（2001年10月 - 2005年3月）→けさのヘッドライン（2005年4月 - 2006年9月）→2006年10月に「630ヘッドライン」に改題）
  - SUPERヘッドライン（スポーツ&エンタ）→けさのヘッドライン スポーツ&エンタ
- まるみえエンタ（2001年10月 - 2004年9月）
- 特選エンタ（2005年7月 - 2006年9月）→まる読みエンタ（2006年9月 - 2008年9月）→まる読み新聞のミカタ（2008年10月 - 2009年3月）

現在の「エンプレ」の前身、第2部の「新聞のミカタ」と一時統合していた。
- 教えて!エキスパート（2002年1月 - 9月）
- 6時台曜日別日替わり流行情報・流行りダネ（ - 2010年3月）
  - グルメK点越え（ - 2006年8月）
  - エンタ次晴流（2006年9月4日 - 2008年3月24日）→とれたてグッと!スポット（2008年4月 - 2010年3月）
  - 東京HOT!スポット（2005年4月 - 2008年3月）→東京HOT!スタイル（2008年4月 - 2010年3月）
  - 流行Mori（2004年10月 - 2005年3月）→マル旬ランキング（2005年4月〜2006年1月）
  - 週刊イマジン（2006年1月 - 2008年3月）→2008年4月に「かがやきビト」に改題
  - 大桃美代子のはやりmomo（2003年2月 - 2004年9月）→マキ☆トレ（2004年10月 - 2005年3月）→マイ☆トレ（2005年4月 - 2008年9月）→くまトレ（2008年10月 - 2010年3月）
- ニュースSUPERLIVE（→2005年4月に「ズームイン!!LIVE」に改題）
- サプライズエンタ（2006年9月 - 終了年月不明→「ズームイン!!LIVE」に統合）
- スポーツ90秒LIVE→スポーツLIVE(→「ズームイン!!LIVE」に統合）
- 55ゴジラ→GO GOマツイ（→「スポーツLIVE」に統合）
- エンタパラダイス（2001年10月 - 2007年9月）→2007年10月に「エンパラ」に改題
- きょうのアングル（2001年10月 - 2004年9月）
- 730ズーム（2005年7月 - 2006年9月）
- 暮らしの素。（2004年10月 - 2006年2月）
- マキ☆コレ（ - 2004年9月）
- アングル（ - 2006年2月）

かつて「ジパングあさ6」に同タイトルのコーナーがあった。
- イチオシ生中継→とくちゅー→（「ズームイン!!LIVE」に統合。公式ホームページでは新とくちゅーとして紹介）
- ズムこく（2007年11月 - 2009年3月）
- 一撃コラム（2001年10月 - 2004年2月）→けさのコラム（2004年3月 - 9月）
- 五郎WORLD→橋本五郎のコレだけは言いたい（2006年4月 - 8月）→橋本五郎のニュースのカナメ（2006年9月 - 2009年3月）→コレ聞く月曜日・火曜日（2009年4月 - 2010年3月）
- 辛坊治郎の追撃コラム（2004年2月に終了したが、けさのコラムで辛坊治郎のコラムは継続され、同年9月に消滅したが、2006年2月からはタイトルを「辛坊治郎のコレだけは言いたい」と変えて復活→辛坊治郎のニュースのカナメ（2006年9月 - 2009年3月）→コレ聞く水曜日・木曜日（2009年4月 - 2010年3月）
- ズームイン!!チェック
- ズームアイ（「8時の特集」のサブタイトルがあった）
- 青春18路上きっぷ・全国47のうた（2004年8月 - 12月に上間善一郎が全国を歌を歌いながら旅をした）

## その他企画
投稿ビデオ大賞
視聴者から面白いビデオ（ハプニング・NGシーンなど）を募集し、大賞などを選定する。放送は年数回で不定期。主に祝日に放送することが多い。『朝!』より続く企画で、現在は年末にゴールデンタイムで特番として放送され、声優陣によるアテレコが付く（主に龍田直樹・八奈見乗児・藤田淑子・TARAKOなど）。2010年4月29日の放送時点で48回目を数える。審査委員長は映画監督の井筒和幸が務める。
お天気リレー
『朝!』でオープニングを飾っていたコーナー。終了時点は祝日を中心に不定期に放送していた。特別企画として「全国30局お天気リレー」（原則毎年1月1日に実施）を行っているほか、2001年から2004年頃には7時代のニュースコーナー「ニュースSUPERLIVE」の最後に天気カメラでリレーを行ったほか、『朝!』の放送開始から通算して30年を迎えた記念として2008年3月5日にもエンディング直前に放送された。24時間テレビで放送することもある。また最終回にも放送された。
年末企画（全国年末市場中継）
ズームインSUPERが年末最後の日に、全国の各放送局から年の瀬の模様や新年の準備状況、年の瀬特有の郷土料理などを伝える。その際マイスタにはこたつのセットが置かれ、通常の『ズムとく!』などとは違った和やかな雰囲気で企画が進行する。マイスタの出演者が、中継で登場した郷土料理を巡って簡単なゲームに興じるのが毎年の恒例になっている。また当日は「全国年末市場リレー」も実施されている。
絶叫グランプリ
日本中のジェットコースターや遊園地の絶叫するアトラクションを紹介する。2003年10月から年1回ゴールデンタイムで放送される。
笑顔大賞
1年間で笑顔が輝いていたさまざまなジャンルの人たちを表彰する。（2010年：AKB48、斎藤佑樹、マツコ・デラックス、内田伸哉（ipadマジシャン）、川口淳一郎（JAXA教授、小惑星探査機はやぶさ生みの親）、山崎直子（宇宙飛行士）・山崎大地（夫）・山崎優希（娘）、村上佳菜子（フィギュアスケート）、福島千里（陸上）、芦田愛菜、山田外美代（上海万博に毎日通っていたおばあちゃん））
エンタ大賞
2001年スタート、エンタ情報（エンタメパラダイスなど）登場回数の一番多い人が受賞となる。2010年は発表されず。
エンタ大賞受賞者
| 年度 | 受賞者名          |
| ---- | ----------------- |
| 2001 | 菊川怜            |
| 2002 | SMAP              |
| 2003 | 北野武監督        |
| 2004 | ペ・ヨンジュン    |
| 2005 | 亀梨和也          |
| 2006 | KAT-TUN           |
| 2007 | 藤原紀香&陣内智則 |
| 2008 | 小栗旬            |
| 2009 | 嵐                |

西尾GO!じゃぱん
日本テレビ系列局がある地方に西尾が出向き、そこから各局キャスターと共に中継を行う。2005年から始まった企画で、祝日等に放送されている。「西尾eco!じゃぱん」として放送する場合もある。
西尾GO!じゃぱん・西尾eco!じゃぱん放送日
- 2005年11月3日（文化の日）・石川県金沢市
- 2006年3月21日（春分の日）・愛知県名古屋市
- 2006年5月5日（こどもの日）・広島県広島市（広島電鉄・ズーミン号紹介と併せて）
- 2006年8月4日・北海道旭川市 旭川市旭山動物園
- 2006年11月3日（文化の日）・福島県南会津郡下郷町 大内宿
- 2007年1月8日（成人の日）・宮城県宮城郡松島町 松島
- 2007年2月12日（建国記念の日の振り替え休日）・福岡県柳川
- 2007年11月23日（勤労感謝の日）・京都府京都市
- 2008年1月14日（成人の日）・福井県越前町
- 2008年2月22日・北海道斜里町
- 2008年11月3日（文化の日）・山口県下関市
- 2009年2月11日（建国記念の日）・山梨県忍野村（忍野八海・西尾eco!じゃぱん）
- 2009年7月31日・山形県遊佐町（西尾eco!じゃぱん）

高校生クイズームイン（『全国高等学校クイズ選手権』バックアップ企画）
2007年7月 - 8月の各地区の予選の様子や大会直前の様子と第1問目のヒントが出される。主に、上重聡が担当だが、場合によって大会開催地の地元アナが担当したり、エンディングでヒントが出る程度のときもある。
2007年8月13日には、各地区の決勝敗退チームによる敗者復活戦（スーパーオリラジチャンス）で勝ち残った13チームから全国大会に出場できるチームを決める早押しクイズを生放送で行った。コーナー冒頭では、羽鳥が高校生クイズの司会になるつもりでいたのにラルフ鈴木にとられたという内容のVTRが流された。
欽ちゃん66歳の挑戦（「24時間テレビチャリティマラソン」バックアップ企画）
欽ちゃんが2007年8月18日・19日の24時間テレビチャリティマラソンに挑戦するのを応援する。練習の様子や欽ちゃんに関係ある有名人（東貴博・深沢邦之（Take2）、はしのえみ、坂上二郎、片岡安祐美、関根勤、小堺一機、勝俣州和ほか）からメッセージをもらうなどで、放送前日の8月17日までの期間限定企画。
ズーミンじゃんけん（水曜ドラマ『働きマン』とのコラボレーション）
2007年10月10日から12月まで水曜日のみの期間限定であっちむいてズーの時間に放送。『働きマン』主演の菅野美穂がズーミンのハンドマペットを持って一緒にじゃんけんするというもので、サザエさんの次回予告の最後と同じである。
プロ野球いれコミ情報
2007年10月22日にレギュラーの「ズムスポ」の代わりとして放送。この日はかつて『朝!』の司会であった徳光和夫と福留功男が『オジサンズ11』の番宣でゲスト出演。その記念として復活した『朝!』の名物企画である。コーナーオープニングも当時とまったく同じものを使用していたのを始め、読売ジャイアンツがクライマックスシリーズに敗退した2日後であり、「もし、巨人が進出決定していたら…」ということで、当時の映像の1981年9月24日(木)放送の「巨人優勝」の報知新聞（「週刊宝石」の大広告あり）を持つ徳光（バックに国会議事堂）や1996年10月7日(月)放送の「巨人優勝」を伝える福留（バックは初代マイスタ）の現役時代の映像も流れた。終了時も15秒のカウントダウンで「GAMEOVER」と締めくくった。なお、徳光・福留はスタジオの変わりぶりを自分の現役時代と照らし合わせていた。また、2008年3月5日にも『朝!』が放送開始から通算して30年目を迎えた記念として前回同様に復活、このときボールキャッチしたのは羽鳥。さらに2009年3月の「ズームイン!!ありがとうweek」では、歴代司会者の徳光・福留・福澤が登場した2009年3月2日 - 3月4日に「WBCいれコミ情報」として復活。ボールキャッチは歴代司会者が行った。このときはWBCの最新情報に加え名場面VTRが放送された。
あっちむいてチュー
2008年3月4日から12月23日まで、毎週火曜日はCGがチューミンバージョンのあっちむいてズーを放送。歌もチューミンバージョンでテロップは「ばどちゅー」「ゆかちゅー」と出ていた。チューミンバージョンのバックコーラスは羽鳥が歌うときは西尾、西尾が歌うときは羽鳥、デュエットで歌うときはデュエットである。なお、HTVは2008年9月まで自社で送出していたため、「ばどちゅー」「ゆかちゅー」のテロップがなかった。
『ごくせん』いれコミ情報（毎週金曜日のエンパラで放送。2008年6月27日最終回、2009年3月27日復活。2009年7月6日 - 7月10日には、映画版を放送。）
2008年5月から元ズームイン!朝!!リポーターで、出演者でもある魁三太郎が、出演者にインタビューしていく。オープニングでは、スタジオから野球のボールを投げVTRの魁三太郎がキャッチして、プロ野球いれコミ情報のテーマソングで始まり、エンディングでは、「次回は、あの人にインタビューしますよ!なに?飲みに行く、じゃあ行きましょう。」で、なぜか毎回酒場へ向かう様な形で終わっているが、ロケ弁当について語るパターンや横浜ベイスターズの試合を見に行くパターンなどもある。最終回では、仲間由紀恵、3-D生徒数名、魁三太郎がスタジオに出演。また、2008年4月25日から6月27日の間は金曜日のみの期間限定で「ごくせん×あっちむいてズー」を放送した（HTVは予告は流れるが、実際は自社送出で通常版を放送）。2009年3月27日、「復活!ごくせんいれコミ情報」として、3月28日放送予定の「ごくせん卒業スペシャル」の現場から魁三太郎が、出演者インタビューやドラマ情報を伝えた。また、スタジオには仲間由紀恵も出演。前回同様にヤンクミに扮した女性スタッフも登場。 2009年7月6日から7月10日には、「ごくせん THE MOVIE×スームイン!!SUPER」として、映画版のごくせんいれコミ情報を放送。今回も魁三太郎が、出演者にインタビューをする。また、映画の情報も伝える。また映画には当番組のパロディ「ズームイン!!アフター」の司会役で羽鳥が出演している。
ポニョとく!
映画「崖の上のポニョ」の公開を前に最新のポニョ情報をお届け。
名探偵コナン占い
月曜日限定で江戸川コナン（声：高山みなみ）があかさたな占いの読み上げとあっちむいてズーの歌唱を担当。コナン制作局の読売テレビを含めた一部系列局は未ネット。
ズーむすび
コンビニエンスストアの「ローソン」と提携して全国各地のご当地おむすびを企画。当初は該当地区のみの限定発売で投票で1位に選ばれた商品を全国発売する企画。投票の結果、九州地区の焼きカレーおむすびが1位を獲得し、2009年3月3日より全国発売された。
怪人二十面相×あっちむいてズー（映画『K-20 怪人二十面相・伝』とのコラボレーション）
出演者（羽鳥・西尾・橋本・辛坊・小熊）が怪人二十面相に変装してあっちむいてズーを担当した。
ズームイン×ヤッターマン
2009年3月7日公開の映画「ヤッターマン」（主演：櫻井翔、福田沙紀/監督：三池崇史）の撮影現場を羽鳥キャスターがリポート（羽鳥は映画にも出演している）。ちなみに、アニメ「ヤッターマン」限定版1では、番組マスコットのズーミン、チャーミンが、ヤッターマン1号（声：吉野裕行）、2号（声：伊藤静）、オモッチャマ（声：たかはし智秋）と共演した事もある。映画公開前日、番組30周年ありがとうWEEK最終日には、櫻井と、深田恭子が生出演した。また、「ヤッターマン×あっちむいてズー」も放送（歌唱はオモッチャマ役のたかはしが担当）された。
ガンバレ!寛平さん 地球一周マラソン
お笑い芸人の間寛平が地球を一周するアースマラソンに密着。当日の様子を衛星中継でインタビューする。もちろん、初代ズームキャスター、徳光和夫が担当の「THE・サンデー NEXT」なども可能。2009年3月11日（日本時間）のロサンゼルス到着時にはズームイン!!LIVEで福留がロサンゼルスから到着時の模様を生中継した。
ルパン三世VS名探偵コナン（あかさたな占い、あっちむいてズーでコラボ）
2009年3月23日〜3月27日に、3月27日に金曜ロードショーで放送された「ルパン三世VS名探偵コナン」とのコラボで、あかさたな占い、あっちむいてズーを放送。（23日：ルパン三世（声：栗田貫一）、24日：次元大介（声：小林清志）、25日：江戸川コナン（声：高山みなみ）、26日：峰不二子（声：増山江威子）、27日：ルパン三世&江戸川コナン）それぞれのキャラクターの声優がナレーションと歌を担当。
それいけ!アンパンマン&ズーミン（あかさたな占い、あっちむいてズーでコラボ）
2009年6月29日〜7月3日に、今夏公開の映画「それいけ!アンパンマン だだんだんとふたごの星」とのコラボで、あかさたな占い、あっちむいてズーを放送。あかさたな占いの健康運の欄がアンパンマンの顔になった。（29日：アンパンマン（声：戸田恵子）、30日：メロンパンナ（声：かないみか）、7月1日：ばいきんまん（声：中尾隆聖）、2日：ドキンちゃん（声：鶴ひろみ）、3日：アンパンマン&ばいきんまん）こちらもそれぞれのキャラクターの声優がナレーションと歌を担当。なお、29日のあかさたな占いの読み上げ時に仕事運1位がは行だったため、ばいきんまんが「ハヒフヘホ〜」と読み上げをした。また、7月1日放送では、ばいきんまんが全部の1位がは行（実際にはうそで、は行は愛情運だけであり、健康運：な行、仕事運：わ行、総合運：さ行であった。）と言った。
埼玉県立川越高等学校男子水泳部（シンクロナイズドスイミング）によるあっちむいてズー
2009年7月20日 - 7月24日に、川越高校男子水泳部とのコラボで、あっちむいてズーを放送。プール上で、上下左右の中から1つを表現する。
嵐CHALLENGE★week×ズームイン!!
2009年10月26日〜10月30日までの毎日、嵐のメンバーに「真夜中の嵐」で共演していた羽鳥がインタビュー（26日：櫻井翔、27日：松本潤、28日：相葉雅紀、29日：二宮和也、30日：大野智）。また、「嵐CHALLENGE★week×あかさたな占い&あっちむいてズー」も放送。
ズームイン!!SUPER 全国うまいもの博
2007年より開催されているイベント。NNS系列各局のズーム担当キャスターがおすすめの商品を集めた物産展。羽鳥、西尾のトークショーや着ぐるみのズーミン・チャーミンのショーも開催。番組終了後はズーチャーと同様に「ズムサタ」のイベントとして続行する。
今まで開催された場所（名称は開催時点のもの）
- 2007年8月29日 - 9月3日・新宿高島屋（東京都新宿区）
- 2007年9月5日 - 9月10日・京都高島屋（京都府京都市）
- 2008年9月9日 - 9月15日・新宿高島屋（東京都新宿区）
- 2008年9月9日 - 9月15日・ジェイアール名古屋タカシマヤ（愛知県名古屋市）
- 2008年9月17日 - 9月23日・横浜高島屋（神奈川県横浜市）
- 2008年9月17日 - 9月23日・遠鉄百貨店（静岡県浜松市）
- 2008年12月18日 - 12月25日・静岡伊勢丹（静岡県静岡市）
- 2009年4月8日 - 4月14日・青森中三（青森県青森市）
- 2009年5月27日 - 6月1日・めいてつ・エムザ（石川県金沢市）
- 2009年9月8日 - 9月14日・新宿高島屋（東京都新宿区）
- 2009年9月16日 - 9月23日・横浜高島屋（神奈川県横浜市）
- 2009年10月6日 - 10月12日・仙台三越（宮城県仙台市）
- 2009年11月5日 - 11月10日・新潟伊勢丹（新潟県新潟市）
- 2009年12月17日 - 12月25日・静岡伊勢丹（静岡県静岡市）
- 2010年2月4日 - 2月9日・パルクアベニュー・カワトク（岩手県盛岡市）
- 2010年2月10日 - 2月15日・大丸福岡天神店（福岡県福岡市）
- 2010年3月17日 - 3月23日・遠鉄百貨店（静岡県浜松市）
- 2010年4月2日 - 4月11日・青森中三（青森県青森市）

書道ガールズ甲子園
2009年元日、5月5日、9月21日、2010年元日、5月5日に放送された企画で、高校の書道部メンバーを参加させ対校形式で音楽にのせて書道のパフォーマンスを競い合う。ちなみに初回は大分高等学校、第2回、第3回、第4回は埼玉県立川口高等学校、第5回は千葉県立袖ヶ浦高等学校が優勝している。また、2009年8月7日には「ズーム流」で南海放送の企画による愛媛県立三島高等学校と初代優勝の大分高等学校の激闘ぶりを放送した。また、第4回では参加校のひとつ埼玉県立松山女子高等学校がNHKの元日特番「開運・日本の元旦めでたいスペシャル」にも登場（メンバーは別のグループ）し、異例のダブル出演となった。さらに同企画をベースにした映画「書道ガールズ!! わたしたちの甲子園」が制作され、主演は成海璃子で2010年5月15日から全国公開された（ワーナーブラザーズ配給）。また2011年元日に第6回大会が行われ、高知県立土佐女子高等学校が優勝した。尚、2011年3月の番組終了に伴い、番組最終週の放送で過去の優勝校・川口高等学校が参加当時と同じ場所（川口駅前）でエキシビジョンを披露したが、番組終了の関係から大会自体は消滅した模様。
ARASHI2020×ズームイン!!
- 2010年4月19日〜4月23日の5日間、嵐のメンバーが、羽鳥と共に『真夜中の嵐』を再現し、10年前の映像を振り返り、10年後について語る。（19日：相葉雅紀、20日：櫻井翔、21日：二宮和也、22日：大野智、23日：松本潤）最終日の23日には、松本潤がスタジオに生出演した。

## 天気予報BGM（ズーム期間限定のテーマ）
放送開始からしばらくの間はテーマソングを少しアレンジした曲を使用していたが、2005年の7月途中からは過去にエンタのコーナーで紹介されたアーティストの曲を天気予報のBGMに採用している。（なお、台風、大雪など気象に関する重大ニュースを伝える時には、特別のBGMが流れる）
2005年の7月（途中から）と8月はウクレレ奏者のジェイク・シマブクロの曲（オリジナル曲と『ズームイン!!SUPER』のテーマ曲双方が使われた）がBGMとして使われたのを皮切りに様々なアーティストの曲が使われ、また番組から曲を依頼することもある。放送中に天気予報BGMについて伝えられ生演奏等が行われた場合、直後に天気予報が入る場合には過去に使用したBGMを突発的に天気予報に使用することが稀にある。また、台風など気象災害の予報を伝える場合はテーマソングを少し改めた感じの曲を使用する。
なお、NTV以外でも各地の天気予報を伝える時は同じBGMをキー局に倣って使っている局（RAB、MMT、ABS、YBC、NKT、HTV、KRYなど）がある。一部の局（RABなど）ではローカル天気の部分をステレオ放送にしているが番組用に編集したBGMはステレオ収録されているため、実施局ではステレオサウンドで聴取できる。また、『ズムサタ』でも同じBGMを使用している。曲紹介のテロップは2番組とも同じである。
RAB・RNCなど一部の地方局では一部時間帯でCM映像をバックにローカル天気を放送しているが、その時はスポンサーの意向で別の曲に差し替えられることが多い。
2009年3月4日に天気予報BGMのアルバム『朝うた』が発売された。
- 番組最期のBGM
  - 『サヨナラの向こう側』/FUNKY MONKEY BABYS（2011年3月7日 - 3月31日。尚、3月14日から東日本大震災のため使用されず、下記の曲に変更。3月最終週の一部コーナーと31日のエンディングで流れた。）
  - 『あとひとつ』/FUNKY MONKEY BABYS（2011年3月18日 - 3月31日）

- 過去に使われたBGM（期間は「ズムサタ」での使用分も含む）
  - 『First Picture of You』/ピアニカ前田（番組開始当初）
  - 『Morning Smile』/DEPAPEPE（2005年10月3日 - 11月30日）
  - 『Swingin’Happy X'mas』/DEPAPEPE（2005年12月1日 - 12月23日）
  - 『シュプール -WINTER VERSION'05』/DEPAPEPE（2005年12月26日 - 2006年2月28日）
  - 『願い（朝焼けver.）』/RYTHEM（2006年3月1日 - 3月31日、2006年4月には歌詞付きバージョンが『スッキリ!!』のエンディング曲になっていた）
  - 『ピーカンブギ』/スキマスイッチ（2006年4月3日 - 6月30日）
  - 『Morning Sun』/小野リサ（2006年7月3日 - 9月29日）
  - 『good luck! 〜 take2』/coba（2006年10月2日 - 12月30日、アルバム「Boy」に収録）※この曲以降は『ズームイン!!サタデー』の天気予報でも使用。
  - 『オキザリス〜輝く心〜』/PE'Z（2007年1月4日 - 3月31日）
  - 『ココロ予報』/RAG FAIR（2007年4月2日 - 6月30日）
  - 『A New Day』/ジェイク&ブルース・シマブクロ（2007年7月2日 - 9月29日）
  - 『Together』/松下奈緒（2007年10月1日 - 2008年1月1日）
  - 『Me & My Skyline』/東京スカパラダイスオーケストラ（2008年1月4日 - 3月29日）
  - 『Hello GoodBye』/image for ZOOM IN（ビートルズの名曲をカバー）（2008年3月31日 - 6月28日）
  - 『ZOOM IN SKY』/宮沢和史 as GANGA ZUMBA（2008年6月30日 - 9月30日）
  - 『Kiss The Baby Sky』/東方神起（2008年10月1日 - 2009年1月1日）
  - 『ALIVE』/CHEMISTRY with ジェイク・シマブクロ×宮本笑里（2009年1月5日 - 3月28日）
  - 『BLUE SKY HEAVEN』/YOSHIKI（2009年3月30日 - 6月27日）
  - 『スーパーマン』/ゆず（2009年6月29日 - 9月26日）
  - 『ヒーロー』FUNKY MONKEY BABYS（2009年9月28日 - 2010年1月1日 、この曲のCDジャケットとPVに羽鳥が起用されている）
  - 『ぼくはサンタクロース』/FUNKY MONKEY BABYS（2009年12月21日 - 12月25日）
  - 『揺らせ、今を』/嵐（2010年1月4日 - 2010年3月6日 、日テレ系バンクーバー五輪放送のテーマソングを兼ねる）
  - 『今日の花』/遊助（2010年3月8日 - 2010年6月5日）
  - 『みらい小説』/ほたる日和（2010年6月7日 - 10月2日）
  - 『Mine』/テイラー・スウィフト（2010年10月4日 - 2011年2月28日）※この曲までは「ズムサタ」の天気予報でも使用。

- 2011年3月1日 - 4日には、過去のお天気BGMを日替わりで流した。
  - 3月1日 - 『Kiss The Baby Sky』/東方神起
  - 3月2日 - 『スーパーマン』/ゆず
  - 3月3日 - 『揺らせ、今を』/嵐
  - 3月4日 - 『ヒーロー』/FUNKY MONKEY BABYS

## ネット局
- 最終回時点。福井放送はNNN/NNS主体でANNとの・テレビ大分はNNN/NNSとFNN/FNSとのクロスネット局。
- ○印…同時フルネット（編成上）
- △印…部分ネット（6:00 - 6:08）
- ▲印…部分ネット（『5：30HADELINE』および6:00 - 6:08）

| 放送対象地域  | 放送局                  | 第1部 平日 5:20 - 6:30 | 第2部 平日 6:30 - 8:00 | 備考 |
| ------------- | ----------------------- | ---------------------- | ---------------------- | --- |
| 関東広域圏    | 日本テレビ（NTV）       | ○                      | ○                      | 制作局 |
| 北海道        | 札幌テレビ（STV）       | △                      | ○                      | 第1部の6:00 - 6:08および第2部の全編を放送。 |
| 青森県        | 青森放送（RAB）         | ○                      | ○                      | 放送開始より第1部・第2部とも放送。 |
| 岩手県        | テレビ岩手（TVI）       | ○                      | ○                      | 放送開始より第1部・第2部とも放送。 |
| 宮城県        | ミヤギテレビ（MMT）     | ○                      | ○                      | 放送開始 - 2004年3月26日まで第2部のみ放送。 |
| 秋田県        | 秋田放送（ABS）         | ○                      | ○                      | 放送開始より第1部・第2部とも放送。 |
| 山形県        | 山形放送（YBC）         | ○                      | ○                      | 放送開始より第1部・第2部とも放送。 |
| 福島県        | 福島中央テレビ（FCT）   | ○                      | ○                      | 放送開始より第1部・第2部とも放送。 |
| 山梨県        | 山梨放送（YBS）         | ○                      | ○                      | 放送開始 - 2002年3月29日までは第2部のみ、第1部開始後は1部の関東の天気もネット。 |
| 新潟県        | テレビ新潟（TeNY）      | ○                      | ○                      | 放送開始より第1部・第2部とも放送。 |
| 長野県        | テレビ信州（TSB）       | ○                      | ○                      | 放送開始より第1部・第2部とも放送。 |
| 静岡県        | 静岡第一テレビ（SDT）   | ○                      | ○                      | 放送開始より第1部・第2部とも放送。 |
| 富山県        | 北日本放送（KNB）       | ○                      | ○                      | 放送開始より第1部・第2部とも放送。 |
| 石川県        | テレビ金沢（KTK）       | ○                      | ○                      | 放送開始より第1部・第2部とも放送。 |
| 福井県        | 福井放送（FBC）         | ○                      | ○                      | 放送開始より第1部・第2部とも放送。 |
| 中京広域圏    | 中京テレビ（CTV）       | ○                      | ○                      | 放送開始 - 2009年3月27日までは第2部のみ放送。 |
| 近畿広域圏    | 読売テレビ（ytv）       | △                      | ○                      | 2006年7月3日 - 2010年3月26日までの第1部は○であった。 第1部の6:00 - 6:08および第2部の全編を放送。 第2部もオープニング・全国ニュース・エンディング・ネットスポンサーゾーンのみネット。（詳細は前述） |
| 鳥取県 島根県 | 日本海テレビ（NKT）     | ○                      | ○                      | 放送開始より第1部・第2部とも放送。 |
| 広島県        | 広島テレビ（HTV）       | ○                      | ○                      | 放送開始より第1部・第2部とも放送。 |
| 山口県        | 山口放送（KRY）         | ▲                      | ○                      | 第1部の『5:30HADELINE』および6:00 - 6:08および第2部の全編を放送。 第1部の『5:30HADELINE』および6:00 - 6:08は『KRYさわやかモーニング』のコーナー扱いで同時ネット                                    |
| 徳島県        | 四国放送（JRT）         | ○                      | ×                      | 第1部のみ放送。 第2部は保岡栄二（同局アナウンサー）が中継で参加するのみ。 |
| 香川県 岡山県 | 西日本放送（RNC）       | ○                      | ○                      | 放送開始より第1部・第2部とも放送。 |
| 愛媛県        | 南海放送（RNB）         | ○                      | ○                      | 放送開始より第1部・第2部とも放送。 |
| 高知県        | 高知放送（RKC）         | ○                      | ○                      | 放送開始より第1部・第2部とも放送。 |
| 福岡県        | 福岡放送（FBS）         | ○                      | ○                      | 放送開始 - 2007年9月28日までの第1部は6:00 - 6:08のみ放送。 |
| 長崎県        | 長崎国際テレビ（NIB）   | ○                      | ○                      | 放送開始より第1部・第2部とも放送。 |
| 熊本県        | 熊本県民テレビ（KKT）   | ○                      | ○                      | 放送開始より第1部・第2部とも放送。 |
| 大分県        | テレビ大分（TOS）       | ○                      | ○                      | 放送開始より第1部・第2部とも放送。 |
| 鹿児島県      | 鹿児島読売テレビ（KYT） | ○                      | ○                      | 放送開始より第1部・第2部とも放送。 |

NNS非加盟のテレビ宮崎（宮崎県・UMK：FNN/FNS・NNN・ANN系列）は『めざましテレビ』（フジテレビ）をフルネットで放送している（ただ、一時期番組が4:55開始となった時期があり、その間は5:25飛び乗りネットとなっていた）。

## スタッフ
最終回時点
- 総合演出：柴崎朋樹(2010年3月 - )
- 総監督：碓田千加志（東阪企画取締役・2010年3月 - 以前は「ディレクター→演出→総合演出」）
- 曜日演出：上野真二、永井和克、岩佐直樹（上野→以前は演出、永井→以前はディレクター→ニュース統括→演出→チーフディレクター、岩佐→以前はディレクター→ニュース統括）他（2010年10月 - 日替わり）
- 演出：高田耕作、谷岡仁、大石剛、笠井順（共に以前はディレクター、高田・大石→以前は演出、高田→エンタ担当→はやりMono!担当→バード!!ウォッチング担当D、笠井→バード!!ウォッチング→暮らしの素。→グルメK点越え）
- チーフディレクター：伊藤光明、高野大介、植田直也、本山文隆、渡辺照生、佐藤宏繁、今枝久幸、千々岩賢、沼波恭一、田岡伸介（渡辺以外→以前はディレクター、伊藤・千々岩・沼波→以前はエンタ担当・演出、今枝・高野・田岡→以前は演出、植田・今枝→以前はニュース統括、高野→以前はスポーツ担当、本山→以前はエンタ）
- ディレクター：足立哲也、原千恵、忽那英聡、宇田川輝、坪山祐太、高橋航太、森谷美幸、今里幸弘、山口佳織、八重沢亮、藤田日登美、奥山朋晃、宇嶋隆行、舟津大雄、吉田一彦、宮澤(沢)正幸、塚本大輔、後藤一輝、滝田務、難波江祐平、大波多洋貴、村越威史、花谷和典（足立・原・宇田川・今里・宮澤・後藤・滝田・大波多→以前は演出、吉田→以前はマイトレ、後藤→以前は東京HOTスポット担当）
- 制作会社：木戸亜由美（CR-NEXUS）、舟橋守（オフィスて・ら）、新井規郎（AX-ON）
- TM：新名大作（以前は技術）
- TD：清水秀明、今村公威（清水・今村→以前は技術）、岩本茂、高田憲一、矢込宏敬、土屋隆、宮内貞、菅谷典彦
- テーマ音楽：宮川泰
  - 前番組『ズームイン!!朝!』に続いて担当。宮川自身、この曲について朝から忙しいサラリーマンの雰囲気に合うよう、慌てる者が急いで歩いているような感じの曲に仕上げたと話している[注 43]。
- 音楽：菅野祐悟（2010年4月 - ）
- 美術：松崎純一
- 企画ブレーン：小田川朋広、池田正喜
- 芸能デスク：熊澤鉄也、川畑崇志、木村和也、山本昌弘（川畑・木村・山本→以前は演出）
- AP：荻野健、今井田彩[注 44]、小泉雅仁（小泉→以前はスポーツ担当D►演出）、笠原陽介、安彦真利江（安彦→以前は新聞・730ズーム担当）
- プロデューサー：千葉知紀(2010年3月 - 、以前はチーフクリエイター)
- チーフクリエイター：西山美樹子（以前はプロデューサー）
- 製作著作：日本テレビ

### 過去のスタッフ
- 総監督：佐藤一（2001年10月1日・2005年4月4日 - 2006年、以前は総合演出）
- 演出：赤間佳彦、中川学、曾根尚（曾根→以前は東京HOTスポット担当D兼務→マイトレ担当）、鈴木睦、佐々竜太郎・石島良治、深澤賢吾、吉田尚代、藤間禄明、徳丸郁、中山崇、稲村和彦、上野尚偉、山見穣太郎、中山大輔、玖保英明、和田昌弘、関根喜光、鈴木信、高橋学、吉田絵、藤谷拓稔、木村智彦、佐藤喜一、梅澤義尚、松島大悟、関根龍太郎、小田玲奈、中内清仁、中西智靖、佐藤舞、村上友亮、水野葉子、菅原薫、下山貴子、古橋明浩、廣瀬由紀子、藤田正和、大野聰介、高井健司（赤間・中川・鈴木・石島・徳丸・稲村・吉田尚・藤間・上野・中山大・髙瀬・玖保・鈴木信・高橋・吉田・木村・松島・中内・中西・古橋・藤田・高井→以前はディレクター、石島→以前は新聞担当、中川・徳丸→以前はニュース統括、稲村→以前はスポーツ担当、山見・徳丸→以前は新聞・730ズーム担当、上野→以前はエンタ担当、藤間→以前はエンタデスク、吉田→以前はエンタ、大野→以前はチーフディレクター、高井→暮らしの素。担当→流行Mori担当D）
- 統括：（2003年1月 - ）
  - ニュース：岡嶋勲、小山和行、河野好信、松尾嘉典、阪井洋介、山谷博、佐々木賢、菊池仁士（小山・山谷・菊池以外→以前はディレクター）
  - スポーツ：西崎耕平（以前はディレクター）
  - アングル：小山和行、中嶋淳介、糸井峰郎（小山以外→以前はディレクター）
  - 東京HOTスポット：藤澤季世子
  - 新聞→新聞・730ズーム：大島敦子、高橋直樹、加宮貴博（共に以前はディレクター）
- 技術：貫井克次郎、青木健二、米田博之、中川昭生(夫)、田中義己、田村正己、村松明、斉藤孝行、佐藤勝義、今野健、柳原健司、竹村善治、三井隆裕、山田祐一、佐治佳一、竹内基、渡辺滋雄、小熊透、鈴木佳一、磯田利明、三石敏生、榎本丈之、森田和博、津曲幸子、荒波佳教、白井正行、津野裕一、日向野崇、村上和正、飛松賢一郎
- TD：神田洋介、笹川秀男、加賀金重郎、杉本裕治、山本英雄、遠藤裕二、飯島章夫（飯島以外→以前は技術）
- 音効：今泉芳春、中山和人、村上隆也、高橋正秀、菊池貴裕、井村守和、小笠原僚子、磯部裕之、神子真由佳、飯塚美隆
- TK：柏木梨佐、森弘美、坂本幸子、居波初子、大塚久子、田中彩、鈴木リサ、岸田純子
- 美術：高野豊、卜部亜喜、高津光一郎、近藤純子、熊崎真知子
- 広報：杉山克美
- 中継：日本テレビビデオ、コスモ・スペース
- 企画ブレーン：山本洋左右、むらこし豪昭、野呂エイシロウ、田口ごろう、小畑良浩、望月潤一郎（望月→以前はディレクター）、笠原正広、藤原拓谷、小俣美由紀、金杉文夫
- 報道：西山裕之、中田伸穂、吉行直美、伊藤俊哉、高木冬夫、正田千瑞子、門間正晃、志久弘樹、北條淑子、小寺達生、根本正実、石川元一、竹下洋、小寺勝馬、百木幸子、穴沢由起美、古知貴恵、宍倉岳二、清水哲、小和瀬達也、立岩廉、泉志保、佐野(藤)隆夫、内田幸伸、漆山将宇、梶田昌史、椛澤匡貴、高橋彩、堀江亮、金子智博、山西さやか、西本直美
- エンタデスク：佐藤仁美、山本政信、折目妙子
- チーフAD：加藤絵美、本田敬宏、渡辺崇
- ディレクター：近藤五郎、依田剛、米澤淳志、対馬敦、時田美昭、中島研、栗栖剛、板橋忍、笠間崇、畑中美香、川上俊(敏)哉、岡田亮、荻山雄一、阪井洋介、大竹山章、糸井峰郎、皆川実成、山崎大介、佐藤博紀、中村泰祐、前田久充、堀金澄彦、古手川昌樹、藤森和彦、徳永謙太郎、矢部大介、大竹暁、中村克之、姫沼年克、本田隆生、井田雅子、成瀬圭、岩男英樹、藤本心乃実、中村仁、海野倫子、蔵谷貴輸、井上秀人、石川岳、江森隆、三浦俊祐、須藤和幸、小西将之、廣友ともひろ（廣友→以前は企画ブレーン）、海野健史、藤田潮、冨田潤一郎、作本俊彦、鍬田俊太郎、宮嶋隆夫、石井健人、甲斐正憲、向山孝昭、市村智明、松村和也、澤藤寛明、加藤高太郎、飯田進、牛嶋創一、佐藤崇、真鍋知佐、小笠原剛、荻生康平、富永芳宏、愛場剛士、西野功一、伊藤明彦、加藤哲郎、高野修、高橋直、工藤達也、五十田真和、石井真和、甲斐正憲、宮崎諭史、小野寺茂、藤田梨奈、伊藤桂一、大口岳彦、一之瀬登、鈴木秀逸、河原理雄、菅澤大一郎、亀川善永、保田正明、中澤孝雄、木原剛志、鈴木智博、岩原大介、本山崇、本多孝成、東晃一、鷲山研一郎、三輪真也、五歩一勇治、池谷賢志、小島寿一、岩崎隆春、杉江亜紗、清水淳、宮田勇也、伊藤和幸、村田清治、打田啓、村上恵美子、石川みゆき、伊勢修、上田崇博、小林圭一、河崎進也、大庭美和、水野裕嗣、尾崎寛子、戸巻郁恵、原寛、櫻井麻理、林貴恵、武末大作、福本光恭、髙(高)木宏司、延吉宏美（AX-ON）、高柳裕美、大道貴志、可児智之、八巻尚人、庄田豊和、山田大樹、原山恵祐、川口慎一郎、新垣博章、田中護、高橋伸幸、相澤衆、村上友亮、藪内康博、松岡秀尚（小林圭・河崎・大庭・戸巻・原・櫻井・可児・八巻・山田・原山・川口・新垣・田中・高橋・相澤・藪内→以前は演出）
- 制作協力：東阪企画、制作室ドゥ、日本テレビビデオ、オールアウト（毎日）、NTV映像センター、オフィスてら、bunkakobo、Clumsy.inc.、コスモ・スペース、プロジェクト夢、イースト、COCOLO、ルーカス、東京ビデオセンター（不定期）
- チーフディレクター：千野克彦、髙瀬克、福島竜也、藤澤誠（共に以前は演出、髙瀬・永井→以前はニュース統括、千野以外→以前はディレクター）
- AP：黄木美奈子、斉(齊)山嘉伸、松田佳子（松田→以前はニュース統括→演出）、海野大輔（海野→以前はディレクター→エンタ担当D）
- プロデューサー：福地聡、小塩真奈、三村久弥、松井昌治（松井→以前はディレクター→ニュース統括）、山口香代、高橋雅昭（高橋→以前はディレクター→アングル担当）
- チーフプロデューサー：城朋子→石澤顕→袴田直希→山田克也（山田→以前はプロデューサー）→後藤東

### ズームインスーパースターズ
- 番組スタッフによるフットサルチームである。2004年度日テレカップ優勝チーム。日テレ内最強とされる（その後の大会が行われていないため）。先日[いつ?]イケメン俳優のチームと試合し、勝利した。

### チーム・ズームイン二郎
- 港区三田にお店を構えるラーメン屋「ラーメン二郎」が大好きなスタッフが集まって結成されたチーム。放送終了後、週2〜3回のペースで開店直後のお店に現われる。2009年2月10日には、系列店舗・栃木街道店のズムこくが放送された。

## DVD
- ズームしか知らない東方神起DVD（2010年9月29日、RZBD-46648/RZBD-46649）
- ズームしか知らないファンモンのすべて 〜目の前には未来が待っている〜（2011年3月23日、MUBD-1036）